# الحرب الأهلية الأنغولية
الحرب الأهلية الأنغولية (بالبرتغالية: Guerra Civil Angolana) هي حرب أهلية دارت بشكل رئيسي في أنغولا بداية من عام 1975 وحتى 2002. بدأت مباشرة بعد أن أصبحت أنغولا مستقلة عن البرتغال في نوفمبر 1975. قبل هذا كانت عملية تصفية الاستعمار تسمى حرب الاستقلال الأنغولية (1961–74). حسب مراجعة تاريخ الصراع فهي كانت في الأساس صراعًا على السلطة بين اثنتين من حركات التحرر السابقة: الحركة الشعبية لتحرير أنغولا والاتحاد الوطني للاستقلال الكامل لأنغولا (يونيتا). وفي الوقت نفسه اعتبرت حربًا بالوكالة في سياق الحرب الباردة حيث كانت فيها مشاركة دولية واسعة النطاق مباشرة وغير مباشرة من القوى الكبرى مثل: الاتحاد السوفيتي، الولايات المتحدة، جنوب أفريقيا وكوبا، وكانوا أطرافًا أساسية في الحرب.
للحركة الشعبية لتحرير أنغولا ويونيتا جذور مختلفة في النسيج الاجتماعي الأنغولي لكن قيادة كل واحدة غير متوافقة مع الأخرى، على الرغم من أن لهم هدفًا مشتركًا وهو إنهاء الحكم الاستعماري. اعتنقت كل حركة إيديولوجية اشتراكية خاصة وحاولت كل واحدة تعبئة الجهود الدولية لنشر الماركسية اللينينية بالنسبة للحركة الشعبية لتحرير أنغولا ومعاداة الشيوعية بالنسبة ليونيتا. الحركة الثالثة في هذا الصراع هي الجبهة الوطنية لتحرير أنغولا، والتي خاضت مع الحركة الشعبية لتحرير أنغولا إلى جانب يونيتا الحرب من أجل الاستقلال وإنهاء الاستعمار، لكنها لعبت دورا صغيرًا في الحرب الأهلية. بالإضافة إلى ذلك، قاتلت جبهة تحرير جيب كابيندا، وهي جماعة مسلحة انفصالية تناضل من أجل استقلال إقليم كابيندا عن أنغولا، في الصراع الأهلي.
قسم الخبراء 27 سنة من الحرب إلى ثلاث فترات رئيسية: من 1975 إلى 1991، 1992 إلى 1994، ومن 1998 إلى 2002 وتضمنت فترات سلام هشة. في نهاية المطاف، انتصرت الحركة الشعبية لتحرير أنغولا في 2002، وقتل أكثر من 500.000 مدني، وشرد أكثر من مليون داخليا. دمرت الحرب البنية التحتية لأنغولا، وخلفت أضرارا جسيمة في الإدارة العامة والشركات الاقتصادية والمؤسسات الدينية للبلاد.
كانت الحرب الأهلية الأنغولية بشكل ملحوظ، مزيجا من الديناميات الداخلية العنيفة والتدخل الأجنبي الضخم. تعتبر هذه الحرب جزءًا من الحرب الباردة، حيث قدم كل من الاتحاد السوفيتي والولايات المتحدة وحلفائهما، مساعدات عسكرية كبيرة إلى أطراف النزاع. إضافة لذلك، كان الصراع الأنغولي متشابكا مع حرب الكونغو الثانية في جمهورية الكونغو الديمقراطية المجاورة وكذلك حرب الحدود الجنوب أفريقية.

## الخطوط العريضة للمتحاربين
وجدت في أنغولا ثلاث حركات تمرد لمكافحة الاستعمار منذ عقد 1950. كانت الحركة الشعبية لتحرير أنغولا في المقام الأول تعمل في المناطق الحضرية وفي العاصمة لواندا. تألفت الحركة إلى حد كبير من شعب شمال مبوندو. على النقيض من الجبهة الوطنية لتحرير أنغولا ويونيتا، حيث أن تألفت هذه الأخيرة إلى حد كبير من شعب باكونغو في شمال أنغولا. حركة يونيتا هي فرع من الجبهة الوطنية لتحرير أنغولا، وتألفت بشكل رئيسي من شعب أوفمبوندو في المرتفعات الوسطى الأنغولية.

### الحركة الشعبية لتحرير أنغولا

علم الحركة الشعبية لتحرير أنغولا

منذ تشكيلها في عقد 1950، كانت الحركة الشعبية لتحرير أنغولا تشكل جزءًا رئيسيًّا من القاعدة الاجتماعية الأنغولية خصوصا شعب شمال مبوندو والمثقفين متعددي الأعراق في مدن هامة مثل لواندا، بنغويلا، وهوامبو. خلال حرب مكافحة الاستعمار من 1962 إلى 1974، أضحت العديد من البلدان الأفريقية تدعم الحركة الشعبية لتحرير أنغولا فضلا عن الاتحاد السوفيتي. بعد إنهاء الاستعمار في الفترة بين 1974 و1975، أصبحت كوبا أقوى حليف لها، حيث أرسلت لها وحدات قتالية كبيرة وموظفي دعم، وأرسلت مثلها من عدة بلدان أخرى من الكتلة الشرقية، على سبيل المثال، رومانيا وألمانيا الشرقية، قبل وخلال الحرب الأهلية.

### الجبهة الوطنية لتحرير أنغولا

علم الجبهة الوطنية لتحرير أنغولا

شكلت الجبهة الوطنية لتحرير أنغولا فصيلا منافسا للحركة الشعبية لتحرير أنغولا، وفي البداية، كرست مصالحها للدفاع عن شعب باكونغو واستعادة أمجاد تاريخ إمبراطورية الكونغو. ومع ذلك، فإنها تطورت بسرعة إلى حركة قومية، معتمدة في صراعها ضد البرتغال على حكومة موبوتو سيسي سيكو في زائير. خلال وقت مبكر من عقد 1960، حصلت الجبهة الوطنية لتحرير أنغولا أيضا على دعم من جمهورية الصين الشعبية، لكن عندما تأسست يونيتا في منتصف 1960، تحول دعم الصين إلى الحركة الجديدة، لأن الجبهة الوطنية لتحرير أنغولا أظهرت القليل فقط من النشاط الحقيقي لجبهة مقاومة للاستعمار. رفضت الولايات المتحدة إعطاء الجبهة الوطنية لتحرير أنغولا الدعم خلال الحرب ضد البرتغال وسياسات حلف شمال الأطلسي كانت تابعة لسياسات الولايات المتحدة، وبالفعل لم تتلقَّ الجبهة الوطنية لتحرير أنغولا دعم الولايات المتحدة، لكن أعطت هذه الأخيرة المساعدات لهذه الحركة بعد إنهاء الصراع ضد الاستعمار أثناء الحرب الأهلية.

### الاتحاد الوطني للاستقلال الكامل لأنغولا

علم الاتحاد الوطني للاستقلال الكامل لأنغولا أو يونيتا

في الأساس، تشكلت يونيتا أو الاتحاد الوطني للاستقلال الكامل الأنغولي من الأساس من شعب أوفمبوندو في وسط أنغولا الذي يشكل حوالي ثلث سكان البلاد، غير أن هذه المنظمة كان لها جذور عدة في عدد من شعوب شرق أنغولا. تأسست يونيتا في 1966 من قبل جوناس سافيمبي، الذي كان قياديا بارزا في الجبهة الوطنية لتحرير أنغولا حتى ذلك الحين. خلال حرب مكافحة الاستعمار، تلقت الحركة بعض الدعم من جمهورية الصين الشعبية. بعد استقلال أنغولا، قررت الولايات المتحدة الأمريكية دعم يونيتا، وإلى حد كبير، زادت مساعداتها لهذه الحركة خلال الحرب الأهلية. ومع ذلك، في الفترة الأخيرة، أصبحت جمهورية جنوب أفريقيا أقوى حليف رئيسي ليونيتا.

## جذور الصراع
أصبحت أنغولا، مثل معظم البلدان الأفريقية، تشكل أمة من خلال التدخل الاستعماري. في حالة أنغولا، كانت القوة الاستعمارية –البرتغال– حاضرة ونشطة في الإقليم، وذلك بشكل أو بآخر، منذ أكثر من أربعة قرون.

### الانقسامات العرقية

خريطة المجموعات العرقية في أنغولا في 1970

كان السكان الأصليون في هذه الأراضي مجموعات خوسية مشتتة خصوصا في الجنوب والمجموعات المتبقية الأخرى لا تزال موجودة من خلال تدفق ضخم لشعوب البانتو الذين جاءوا من الشمال والشرق.
بدأ تدفق البانتو إلى جميع أنحاء أنغولا في 500 قبل الميلاد، وتواصلت الهجرات إلى الأراضي الأنغولية بشكل كبير في القرن العشرين وأسسوا عددا من الوحدات السياسية الرئيسية، من أهمها إمبراطورية الكونغو الذي كان مركزها يقع في الشمال الغربي من ما هو اليوم أنغولا، والتي امتدت شمالا في غرب جمهورية الكونغو الديمقراطية الحالية وجنوب وغرب جمهورية الكونغو برازفيل حاليا حتى الجزء الجنوبي من الغابون.
تشكلت دول أخرى مثل مملكة ندونغو ومملكة ماتامبا في جنوب إمبراطورية الكونغو، في منطقة أمبوندو. بالإضافة إلى ذلك، احتلت إمبراطورية لوندا، التي تشكلت في جنوب شرق جمهورية الكونغو الديمقراطية الحالية، شمال شرق أنغولا. في جنوب المنطقة وشمال ناميبيا، نشأت مملكة كوانياما، وبقيت بعض آثارها في المرتفعات الوسطى. عكست كل هذه الوحدات السياسية الانشقاقات العرقية بين شعوب البانتو، وساهمت بشكل فعال في تعزيز هذه الانشقاقات وظهور هويات اجتماعية جديدة ومتميزة.

### الاستعمار البرتغالي

المستعمرات البرتغالية في أفريقيا خلال الحرب الاستعمارية البرتغالية (1961–74)

في نهاية القرن الخامس عشر، بدأ الاتصال بين المستوطنين البرتغاليين وإمبراطورية الكونغو، وحافظوا على وجود مستمر في أراضيها وتأثير ثقافي وديني كبير بعد ذلك. في 1575، عقدت البرتغال تسوية وأنشأت حصنا يسمى سانت بولس لواندا على الساحل الجنوبي لإمبراطورية الكونغو، في منطقة يسكنها شعب أمبوندو. تم تأسيس ميناء آخر هو بنغويلا على الساحل الجنوبي للمنطقة التي يسكنها شعب أوفمبوندو.
كانت هاته التسويات مبررات لإطلاق غزو برتغالي واسع النطاق للمنطقة. بدأ الغزو باحتلال المناطق والمزارع ذات الإنتاج العالي (في حالة لواندا، معظمها كانت على طول نهر كوانزا). ومع ذلك، كانت وظيفتها الرئيسية هي التجارة، غالبا تجارة الرقيق. تم شراء العبيد من أفريقيا عن طريق وسطاء وبيعوا في البرازيل ومنطقة البحر الكاريبي. وبالإضافة إلى ذلك، تطورت تجارة بنغويلا خصوصا تجارة العاج، الشمع، والعسل، الذي اشتري من قوافل أوفمبوندو الذين جلبوا هاته السلع من شعوب غانغويلا في الجزء الشرقي من أنغولا.
ومع ذلك، فقد ظل الوجود البرتغالي على الساحل الأنغولي محدودا خلال الفترة الاستعمارية. في الواقع، ظل التدخل الاستعماري البرتغالي في الحياة الاجتماعية والسياسية للشعوب الأصلية محدودا جدا.
لم يكن هناك إقليم حقيقي مقام هناك؛ في الواقع، لم تكن أنغولا حتى الآن موجودة.
في القرن التاسع عشر، بدأت البرتغال بسياسة أكثر جدية لإقامة إقليم هناك. ومع ذلك، كان هناك عدد قليل من المستوطنات والطرق التجارية لإقامة إقليم هناك. ولهذه الأسباب، قامت البرتغال بتمديد الطريق الجنوبي الساحلي، وأسست «الجسر الثالث». في سياق هذا التوسع، دخلت السلطات الاستعمارية في صراع مع العديد من الوحدات السياسية الأفريقية.
لم يبدأ احتلال المنطقة بالمعنى الصحيح إلا بعد ظهور ما يسمى «التدافع نحو أفريقيا» في أعقاب مؤتمر برلين 1884. قام الجيش البرتغالي بعدة حملات من أجل احتلال الأراضي وتشكيل أنغولا. ومع ذلك، فقد شكلت المناطق التي استولى عليه الجيش البرتغالي حتى 1906 ما يقارب %6 فقط من أراضي أنغولا الحالية، واستمرت الحملات العسكرية. قبل الوصول لمنتصف عقد 1920، تم تثبيت حدود الإقليم، وظهرت «مقاومة أولية» له قمعت في أوائل عقد 1940. ومن هذه النقطة فصاعدا، تشكلت ما تسمى حاليا أنغولا.

### الاندفاع إلى الاستقلال والتوتر المتصاعد

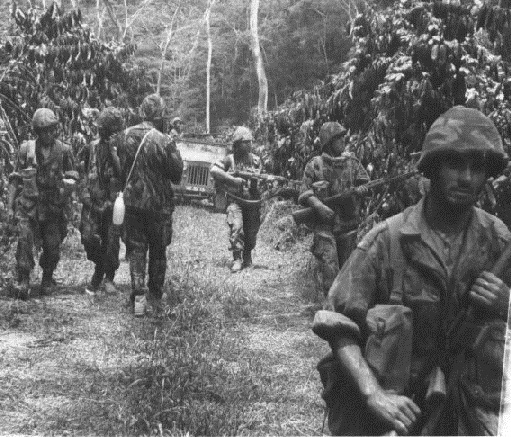
جنود برتغاليون في دورية خلال حرب الاستقلال الأنغولية

قامت الجبهة الوطنية لتحرير أنغولا والحركة الشعبية لتحرير أنغولا التي تقع مقراتهن في الدول المجاورة ببدأ حرب عصابات عام 1961 ضد الحكم البرتغالي على عدة جبهات. شملت الحرب الاستعمارية البرتغالية حرب الاستقلال الأنغولية التي استمرت حتى الإطاحة بالنظام البرتغالي عام 1974 عبر انقلاب عسكري يساري في لشبونة. عندما اقترب موعد الاستقلال، فرَّ حوالي 500,000 أنغولي من العرقية البرتغالية خلال أسابيع قبل أو بعد الموعد النهائي. تركت البرتغال دولة مستقلة كانت قد أسستها بنفسها كان سكانها يتألفون أساساً من شعوب أمبوندو، وأوفمبوندو وباكونغو هي جمهورية أنغولا بنظام اقتصادي واجتماعي منهارين. شكل معظم البرتغاليين ممن عاشوا في أنغولا أغلبية العاملين المهرة في الإدارة العامة والزراعة والصناعة. دخل اقتصاد البلاد في مرحلة تضخم اقتصادي خطير مع اقتراب موعد استقلال البلاد.
انخرطت حكومة جنوب أفريقيا ببداية الأمر في الصراع بهدف مواجهة الوجود الصيني في أنغولا، التي كان تخشى تصعيد النزاع إلى حرب بالوكالة ضمن الحرب الباردة. أذن رئيس وزراء جنوب أفريقيا بالتازار يوهانس فورستر بتنفيذ عملية سافانا عام 1975، التي بدأت بمحاولة حماية المهندسين الذين يسهرون على بناء سد في كالويك، بعد مواجهة مسلحي يونيتا. اعتبرت جنوب أفريقيا السد في حالة خطر. كان تنظيم العملية مليئاً بالعراقيل والمخاطر نظراً لعدم وجود تصريح رسمي من قبل السلطات. استخدمت جنوب أفريقيا آلاف الجنود في تدخلها، واشتبكت في نهاية المطاف مع القوات الكوبية بدعم من الحركة الشعبية لتحرير أنغولا.

## الحرب في عقد 1970

### الاستقلال
بعد ثورة القرنفل في لشبونة ونهاية حرب الاستقلال الأنغولية، وقع أطراف الصراع على اتفاقيات ألفور في 15 يناير 1975. في يوليو 1975، أجبرت الحركة الشعبية لتحرير أنغولا بالقوة الجبهة الوطنية لتحرير أنغولا على الخروج من العاصمة لواندا ويونيتا على الانسحاب من معقلها في الجنوب. في أغسطس، سيطرت الحركة الشعبية لتحرير أنغولا على 11 عاصمة مقاطعة من أصل 15، بما في ذلك كابيندا ولواندا. تدخلت جنوب أفريقيا في 23 أكتوبر بإرسال ما بين 1.500 و 2.000 من قواتها من ناميبيا إلى جنوب أنغولا من أجل دعم الجبهة الوطنية لتحرير أنغولا ويونيتا. نشرت زائير، في محاولة لتثبيت حكومة مؤيدة لكينشاسا وإحباط مخطط الحركة الشعبية لتحرير أنغولا للسيطرة على السلطة، سيارات مصفحة، مظليين، وثلاث كتائب مشاة في أنغولا في دعم للجبهة الوطنية لتحرير أنغولا. خلال ثلاثة أسابيع، استولت قوات جنوب أفريقيا ويونيتا على عواصم خمس مقاطعات، بما في ذلك نوفو ريدوندو وبنغويلا. ردا على التدخل الجنوب أفريقي، أرسلت كوبا 18.000 من جنودها كجزء من تدخل عسكري واسع النطاق سمي عملية كارلوتا في دعم للحركة الشعبية لتحرير أنغولا. قبل ذلك، كانت قد أرسلت 230 مستشارا عسكريا إلى أنغولا قبل التدخل الجنوبي أفريقي. كان التدخل الكوبي حاسما في صد في التقدم الجنوب أفريقي المدعوم من يونيتا. كانت الجبهة الوطنية لتحرير أنغولا أيضا قد خسرت معركة كيفانغودو وأجبرت على التراجع نحو زائير. سمحت هزيمة الجبهة الوطنية لتحرير أنغولا للحركة الشعبية لتحرير أنغولا بتعزيز سلطتها في العاصمة لواندا.

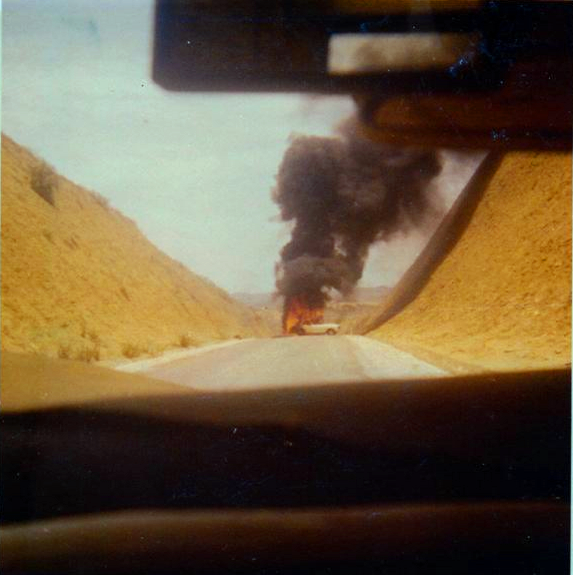
سيارة تقل أعضاء في الحركة الشعبية لتحرير أنغولا تحترق خارج نوفو ريدوندو، في أواخر 1975

أعلن أوغوستينو نيتو، زعيم الحركة الشعبية لتحرير أنغولا، استقلال مقاطعة أنغولا ما وراء البحار البرتغالية تحت اسم جمهورية أنغولا الشعبية في 11 نوفمبر 1975. أعلنت يونيتا استقلال جمهورية أنغولا الديمقراطية الاشتراكية وعاصمتها هوامبو، وأعلنت الجبهة الوطنية لتحرير أنغولا إنشاء جمهورية أنغولا الديمقراطية وعاصمتها هي أمبريز. أعلنت جبهة تحرير جيب كابيندا، المسلحة والمدعومة من الحكومة الفرنسية، استقلال جمهورية كابيندا من باريس. تحالفت الجبهة الوطنية لتحرير أنغولا مع يونيتا في 23 نوفمبر وأعلنتا حكومة ائتلافية مقرها في هوامبو مع اختيار هولدن روبرتو وجوناس سافيمبي رئيسين وخوسيه نديلي وجوني بينوك إدواردو رئيسين للوزراء.
في أوائل نوفمبر 1975، حذرت حكومة جنوب أفريقيا سافيمبي وروبرتو من أن قوات الدفاع الجنوب أفريقية سوف تنتهي قريبا من عملياتها في أنغولا على الرغم من عدم قيامها باحتلال لواندا ومن ثم تأمين الاعتراف الدولي بحكومتهما. أصبح سافيمبي يائسا وحاول تجنب انسحاب جنوب أفريقيا فطلب من الجنرال كونستاند فيلجون ترتيب اجتماع له مع رئيس وزراء جنوب أفريقيا جون فورستر الذي كان قد أصبح حليف لجوناس سافيمبي منذ أكتوبر 1974. في ليلة 10 نوفمبر، أي في اليوم الذي سبق الإعلان الرسمي للاستقلال، سافر سافيمبي سرا إلى بريتوريا لاجتماع فورستر. وافق هذا الأخير على إبقاء قواته في أنغولا حتى نوفمبر، بل أيضا وعد بسحب قوات الدفاع الجنوب أفريقية بعد اجتماع منظمة الوحدة الأفريقية في 9 ديسمبر. عرف الاتحاد السوفيتي جيدا نشاط جنوب أفريقيا في جنوب أنغولا فأرسل الجنود الكوبيين والسوفيت إلى لواندا في الأسبوع الذي كان قبل الاستقلال مباشرة. وفي حين قاد الضباط الكوبيين الجزء الأكبر من مهمة قيادة القوات الشيوعية، انضمت قوة من ستين ضابطا سوفيتيا من الكونغو إلى الكوبيين في 12 نوفمبر. نهت صراحة القيادة السوفيتية الكوبيين من التدخل في الحرب الأهلية في أنغولا، حيث أوضحت لهم أن المهمة سوف تدخل جنوب أفريقيا إليها.
في عامي 1975 و1976، انسحبت معظم القوات الأجنبية باستثناء الكوبية. انسحبت آخر العناصر العسكرية البرتغالية في عام 1975 والجنوب أفريقية في فبراير 1976. ارتفع عدد الجنود الكوبيين في أنغولا من 5.500 في ديسمبر 1975 إلى 11.000 جندي في فبراير 1976. قدمت السويد مساعدات إنسانية إلى كل من منظمة شعب جنوب غرب أفريقيا (سوابو) والحركة الشعبية لتحرير أنغولا في منتصف عقد 1970، وجرت مناقشات كثيرة بين الحركتين حول موضوع يونيتا.

### تعديل كلارك
وافق رئيس الولايات المتحدة جيرالد فورد على تقديم مساعدات سرية إلى يونيتا والجبهة الوطنية لتحرير أنغولا من خلال عملية أي إي فايرتور في 18 يوليو 1975، على الرغم من المعارضة القوية من مسؤولي وزارة الخارجية الأمريكية ووكالة الاستخبارات المركزية. قال فورد أن ويليام كولبي، مدير الاستخبارات المركزية، هو من أشرف على العملية ووفر لها ستة ملايين دولار. منح كولبي 8 ملايين إضافية للعملية في 27 يوليو و25 مليون دولار أخرى في أغسطس.

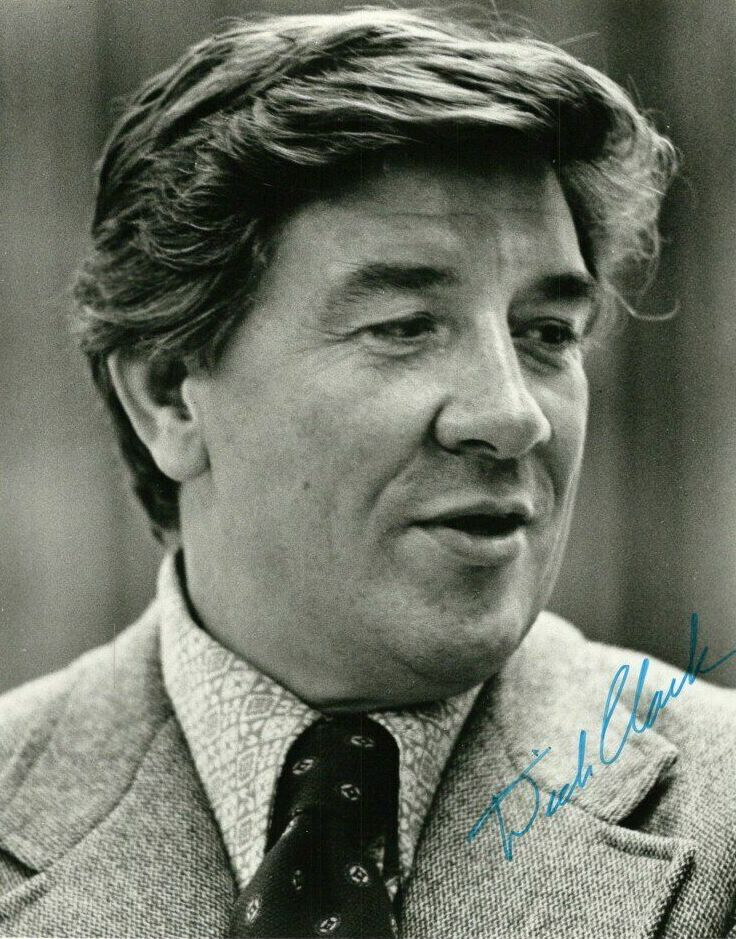
السيناتور ديك كلارك

قبل يومين من الموافقة على البرنامج، قال ناثانيل ديفيس، مساعد وزيرة الخارجية هنري كيسنجر، أنه يعتقد أن الحفاظ على سرية العملية سيكون مستحيلا. توقع ديفيس بشكل صحيح أن الاتحاد السوفيتي سيرد على تلك العملية من خلال توسيع مشاركته في الصراع الأنغولي مما يؤدي إلى المزيد من العنف والدعاية السلبية عن الولايات المتحدة. استقال ديفيس عندما وافق فورد على البرنامج. قال جون ستوكيل، رئيس محطة وكالة الاستخبارات المركزية في أنغولا، أن ديفيس كان يردد «انتقادي للبرنامج كان من أجل توسيع البرنامج، ولكن حجمه بالفعل تجاوز ما يجب أن يكون عليه». عارض نائب ديفيس والسفير السابق للولايات المتحدة لدى تشيلي، إدوارد مولكاهي، أيضا التدخل المباشر. عرض مولكاهي ثلاثة خيارات لسياسة الولايات المتحدة تجاه أنغولا في 13 مايو 1975. اعتقد مولكاهي أن إدارة فورد يمكن أن تستخدم الدبلوماسية لقيادة حملة ضد الدعم الخارجي للحركة الشعبية لتحرير أنغولا الشيوعية، أو أن ترفض دعم أي طرف في الحرب، أو أن تزيد دعمها للجبهة الوطنية لتحرير أنغولا ويونيتا. حذر مولكاهي أيضا من أن دعم يونيتا قد يجعل العلاقات لا تسير بشكل جيد مع رئيس زائير، موبوتو سيسي سيكو.
اكتشف ديك كلارك، وهو سيناتور ديمقراطي من أيوا، العملية خلال بعثة تقصي الحقائق في أفريقيا، لكن سيمور هيرش، مراسل صحيفة نيويورك تايمز، كشف عملية أي إي فايتور على الجمهور في 13 ديسمبر 1975. اقترح كلارك تعديل قانون مراقبة تصدير الأسلحة لمنع المساعدات للمجموعات الخاصة التي تعمل في المجال العسكري أو شبه العسكري في أنغولا. وافق مجلس الشيوخ الأمريكي على مشروع تعديل القانون في 19 ديسمبر 1975 بتصويت كانت نتيجته 54–22، ومثله فعل مجلس النواب الأمريكي في 27 يناير 1976، حيث صوت لصالحه 323 نائبا مقابل رفض 99 آخرين. وقع فورد على وثيقة تعديل القانون في 9 فبراير 1976. حتى بعد أن أصبح تعديلا كلارك قانونا، رفض مدير وكالة الاستخبارات المركزية آنذاك، جورج بوش الأب، إيقاف جميع المساعدات الأمريكية لأنغولا. وفقا لمحلل الشؤون الخارجية جين هنتر، فقد أصبحت إسرائيل في ذلك الوقت موردا بديلا للأسلحة عن جنوب أفريقيا بعد سريان تعديل كلارك. أنشأت إسرائيل وجنوب إفريقيا منذ وقت طويل تحالفا عسكريا، تتبادلان بواسطته الأسلحة وتقدم كل واحدة التدريب لجيش الأخرى، فضلا عن إجراء تدريبات عسكرية مشتركة.
اعترضت الحكومة الأمريكية على دخول أنغولا إلى الأمم المتحدة في 23 يونيو 1976. منعت زامبيا يونيتا من إطلاق هجمات من أراضيها في 28 ديسمبر 1976 بعد أن أصبحت أنغولا تحت حكم الحركة الشعبية لتحرير أنغولا عضوا في الأمم المتحدة.

### 'فيتنام كوبا'

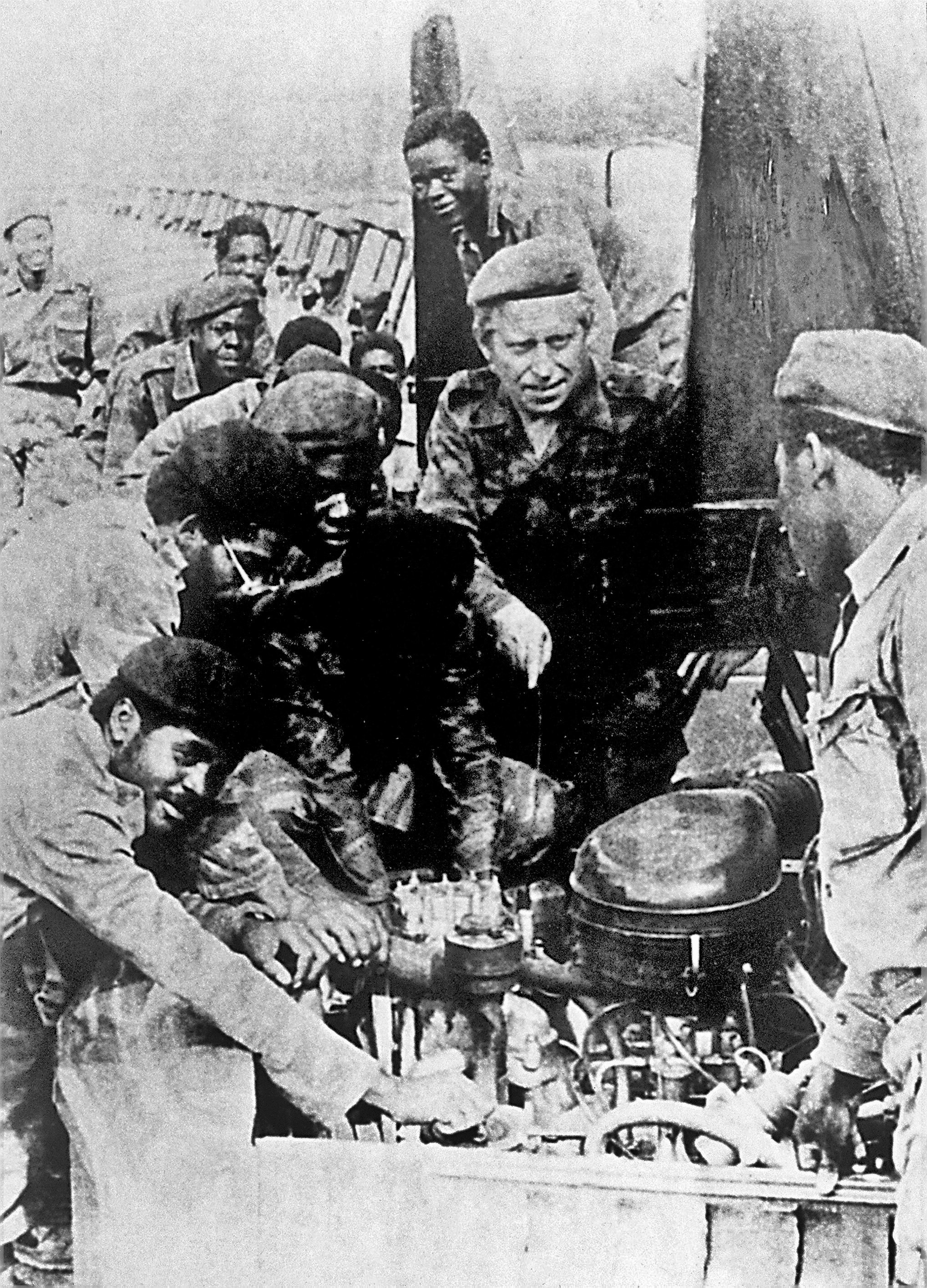
مستشارون عسكريون شيوعيون مع قوات الحركة الشعبية لتحرير أنغولا في أنغولا في 1983

خففت حرب فيتنام من التدخل الأجنبي في الحرب الأهلية في أنغولا، حيث أن لا الاتحاد السوفيتي ولا الولايات المتحدة يريدان الانجرار إلى نزاع داخلي من درجة عالية، لأن هذا يتعلق بالفوز في الحرب الباردة. بث أحد مذيعي سي بي إس، والتر كرونكايت، رسالة في الولايات المتحدة، قال فيها «نحن نحاول ولو محاولة صغيرة لمنع تكرار نفس الخطأ». دخل المكتب السياسي في الحزب الشيوعي السوفيتي في نقاش ساخن حول مدى دعم الاتحاد السوفيتي للهجوم المستمر الذي تنفذه الحركة الشعبية لتحرير أنغولا في فبراير 1976. قاد كل من وزير الخارجية أندريه غروميكو ورئيس الوزراء أليكسي كوسيغين فصيلا في المكتب السياسي، فضل تقليل دعم الحركة الشعبية لتحرير أنغولا وزيادة التركيز على الانفتاح على الغرب. فاز الفصيل الذي يقوده ليونيد بريجنيف، رئيس الاتحاد السوفيتي آنذاك، على الفصيل المنشق، فاستمر التحالف السوفيتي مع الحركة الشعبية لتحرير أنغولا، لكن أكد نيتو أمام الكل على استمرار تطبيقه لسياسة عدم الانحياز في الذكرى السنوية الخامسة عشر للثورة الأولى.
سيطرت قوات حكومة الحركة الشعبية لتحرير أنغولا والقوات الكوبية على جميع المدن الجنوبية في 1977، لكن واجهت الطرقات في الجنوب هجمات يونيتا المتكررة. أعرب سافيمبي عن استعداده للتعاون مع الحركة الشعبية لتحرير أنغولا وتشكيل حكومة وحدة اشتراكية، لكنه أصر على الانسحاب الكوبي أولا. قال سافيمبي للصحفيين الأجانب «العدو الحقيقي هو الاستعمار الكوبي»، ثم أضاف «لقد احتل الكوبيون أجزاء كبيرة من البلاد، ولكن عاجلا أو آجلا فإنها سوف تنقل ما يجري في فيتنام إلى أنغولا». استخدمت قوات الحركة الشعبية لتحرير أنغولا والقوات الكوبية في أنغولا الجرافات، الطائرات، وغاز النابالم لتدمير قرى تقع في منطقة مساحتها 2.6 كيلومتر مربع على الحدود الأنغولية–الناميبية. سمح فقط للنساء والأطفال بالمرور من هذه المنطقة التي سميت «ممر كاسترو»، لأن قوات الحركة الشعبية لتحرير أنغولا كانت تأخد جميع الذكور الذين عمرهم 10 سنوات فأكثر وتضمهم لصفوفها لمنعهم من الانضمام ليونيتا. قتل النابالم الماشية، وبقيت قلة قليلة استخدمت لإطعام القوات الحكومية، وقامت هذه الأخيرة بحملات انتقام من المتعاطفين مع يونيتا. فر عدد كبير من المدنيين من منازلهم؛ هرب 10.000 نحو الجنوب إلى ناميبيا، وفر 16.000 آخرين نحو الشرق إلى زامبيا، حيث عاشوا في مخيمات لاجئين.

### حروب شابا

مقاطعة شابا، زائير

في 7 مارس 1977، قام 1.500 جندي من الجبهة الوطنية لتحرير الكونغو بغزو مقاطعة شابا في زائير من شرق أنغولا. أرادت الجبهة الوطنية لتحرير الكونغو الإطاحة بنظام موبوتو سيسي سيكو، وهو نفس هدف حكومة الحركة الشعبية لتحرير أنغولا، التي تعاني من تأييد موبوتو للجبهة الوطنية لتحرير أنغولا ويونيتا، لكن كلتيهما لم تحاولتا إيقاف الغزو. فشلت الجبهة الوطنية لتحرير الكونغو في احتلال كولويزي، القلب الاقتصادي لزائير، لكنها سيطرت على كاساجي وموتشاتشا. هزم الجيش الزائيري بسهولة واستمرت الجبهة الوطنية لتحرير الكونغو في تقدمها. في 2 أبريل، ناشد موبوتو سيسي سيكو وليام إتيكي الكاميروني الجنسية، رئيس منظمة الوحدة الأفريقية، إعطائه مساعدات. بعد ثمانية أيام، استجابت الحكومة الفرنسية لنداء موبوتو وأرسلت 1.500 جندي مغربي إلى كينشاسا. عملت هذه القوة جنبا إلى جنب مع الجيش الزائيري، الجبهة الوطنية لتحرير أنغولا والطيارين المصريين الذين قادوا الطائرات المقاتلة الزائيرية من نوع ميراج فرنسية الصنع لصد الجبهة الوطنية لتحرير الكونغو. دفعت قوات مكافحة الغزو آخر المسلحين، جنبا إلى جنب مع العديد من اللاجئين إلى أنغولا وزامبيا في أبريل 1977.
اتهم موبوتو حكومات الحركة الشعبية لتحرير أنغولا، كوبا، والاتحاد السوفيتي بالتواطؤ في الحرب. في حين لم يدعم نيتو الجبهة الوطنية لتحرير الكونغو، فقد ساندتها حكومة الحركة الشعبية لتحرير أنغولا ردا على استمرار دعم موبوتو للجبهة الوطنية لتحرير أنغولا. قدمت إدارة كارتر، المعارضة للمشاركة الكوبية، 15 مليون دولار على شكل مساعدات غير عسكرية. سبب التدخل الأمريكي الخجول خلال الحرب تحولا في السياسة الخارجية لزائير، حيث أصبحت البلاد في صف فرنسا، والتي أصبحت أكبر مورد للأسلحة لزائير بعد تدخلها. وقع موبوتو ونيتو اتفاقا حول الحدود في 22 يوليو 1977.
استقال جون ستوكيل، رئيس محطة وكالة الاستخبارات المركزية في أنغولا، بعد الغزو، موضحا سبب ذلك في أبريل 1977 في مقالته في صحيفة واشنطن بوست «لماذا تركت وكالة الاستخبارات المركزية ؟»، حيث قال أنه حذر وزير الخارجية هنري كيسنجر من أن استمرار الدعم الأميركي للمتمردين المعادين للحكومة في أنغولا يمكن أن يؤدي إلى حرب مع زائير. كما قال أن التدخل السري السوفيتي في أنغولا جاء ردا على تدخل الولايات المتحدة.
غزت الجبهة الوطنية لتحرير الكونغو شابا مرة أخرى في 11 مايو 1978، واحتلت كولويزي في يومين. وفي حين أن إدارة كارتر قبلت إصرار كوبا على عدم مشاركتها في حرب شابا الأولى، وبالتالي لم تقف مع موبوتو، إلا أن حكومة الولايات المتحدة قد اتهمت فيما بعد كاسترو بالتواطؤ. هذه المرة، عندما ناشد موبوتو الولايات المتحدة إعطاء مساعدات له، عملت الحكومة الأمريكية مع القوات المسلحة الفرنسية والجنود البلجيكيين لصد الغزو، وهذا أول تعاون عسكري بين فرنسا والولايات المتحدة منذ حرب فيتنام. استعاد الفيلق الأجنبي الفرنسي كولويزي بعد معركة جوية وبرية استمرت سبع أيام، قبل هذا، ذبحت الجبهة الوطنية لتحرير الكونغو ثمانين أوروبيا ومئتي شخص أفريقي، كذلك كانت قد قتلت 34 مدنيا أوروبيا كانوا قد اختبأوا في غرفة. تراجعت الجبهة الوطنية لتحرير الكونغو نحو زامبيا، ثم بعد ذلك إلى أنغولا. طرد الجيش الزائيري المدنيين قسرا إلى حدود شابا مع أنغولا. أمر موبوتو قواته بإطلاق النار على أي شخص يمر من تلك المنطقة لمنع أي غزو آخر. بوساطة من الولايات المتحدة، انطلقت المفاوضات بين الحركة الشعبية لتحرير أنغولا وحكومة زائير، وأدت إلى توقيع معاهدة عدم الاعتداء 1979 لوضع حد لدعم كل بلد لحركات التمرد في البلد الآخر. أوقفت زائير مؤقتا دعمها لجبهة تحرير جيب كابيندا، الجبهة الوطنية لتحرير أنغولا ويونيتا، وقامت أنغولا بإيقاف العديد من أنشطة الجبهة الوطنية لتحرير أنغولا.

### النيتيستاس
في أواخر عقد 1970، أصبح وزير الداخلية نيتو ألفيس عضوا قويا في حكومة الحركة الشعبية لتحرير أنغولا. نجح ألفيس في إخماد الثورة الشرقية التي قادها دانيال شيبيندا والثورة النشطة خلال حرب الاستقلال الأنغولية. أصبحت الانشقاقات الحزبية داخل أروقة الحركة الشعبية لتحرير أنغولا تحديا كبيرا لقوة نيتو في وقت متأخر من 1975، وأعطت ألفيس مرة أخرى الضوء الأخضر لإطلاق حملة جديدة على المعارضة. أوقف نيتو ألفيس عمل لجان كابرال وهيندا لتوسيع نفوذه داخل الحركة الشعبية لتحرير أنغولا من خلال سيطرته على صحف البلاد والتلفزيون الحكومي. زار ألفيس الاتحاد السوفيتي في أكتوبر 1976، وقد حصل على دعم منه للقيام بانقلاب ضد نيتو. قبل وقت قصير من ذلك، اشتبه نيتو بازدياد قوة ألفيس، وسعى لتحييده هو وأتباعه، النيتيستاس. دعى نيتو إلى اجتماع للجنة المركزية للحركة الشعبية لتحرير أنغولا. أقر نيتو الماركسية اللينينية إيديولوجيا رسمية للحزب، وألغى وزارة الداخلية (التي كان يشغل منصبها ألفيس)، وأنشأ لجنة تحقيق. استخدم نيتو اللجنة لاستهداف النيتيستاس، وطلب من اللجنة إصدار تقرير يحتوي على نتائج تحقيقاتها في مارس 1977. بدأ ألفيس وحليفه السياسي، رئيس الأركان خوسيه فان دونم، التخطيط لانقلاب ضد نيتو.

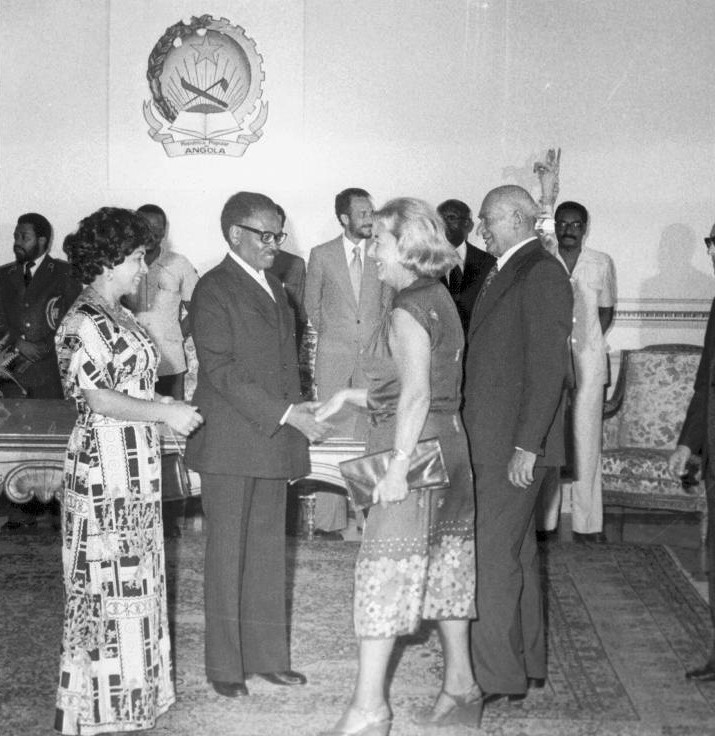
أوغوستينو نيتو، زعيم الحركة الشعبية لتحرير أنغولا والرئيس الأول لأنغولا، يلتقي بالسفير البولندي في لواندا في 1978

اعتزم ألفيس ثم فان دونم اعتقال نيتو في 21 مايو قبل وصوله إلى اجتماع اللجنة المركزية وقبل صدور تقرير اللجنة عن أنشطة النيتيستاس. ومع ذلك، فقد قامت الحركة الشعبية لتحرير أنغولا بتغيير موقع الاجتماع قبل وقت قصير من إقامته، فرمى ذلك خطط المتآمرين في مهب الريح، ولكن حضر ألفيس الاجتماع وواجه اللجنة على أي حال. أصدرت اللجنة تقريرها، متهما إياه بالانشقاق الحزبي. نفى ألفيس ذلك، وعاتب نيتو لعدم قيامه بعقد تحالف بين أنغولا والاتحاد السوفيتي. بعد اثنتي عشر ساعة من النقاش، قام الحزب بإقالة ألفيس وفان دونم بتصويت كانت نتيجته 26–6.
دعما لألفيس والانقلاب، اقتحم اللواء الثامن القوات المسلحة الشعبية لتحرير أنغولا سجن ساو باولو في 27 مايو، مما أسفر عن مقتل مراقب السجن وتحرير أكثر من 150 من النيتيستاس. سيطر اللواء الثامن على محطة الراديو في لواندا وأعلن الانقلاب، وقالوا بأنهم يعملون من أجل الحركة الشعبية لتحرير أنغولا. أمر اللواء المواطنين بإظهار تأييدهم للانقلاب من خلال تظاهرهم أمام القصر الرئاسي. أسر النيتيستاس بولا ودانجيرو، وهما جنرالين مواليين لنيتو، لكن هذا الأخير نقل قاعدة عملياته من القصر إلى وزارة الدفاع الأنغولية بفعل الخوف من انتفاضة ضده. استعادت القوات الكوبية القصر الرئاسي بطلب وتقدمت إلى محطة الراديو. نجح الكوبيون في الوصول إلى ثكنة اللواء الثامن وأعيد السيطرة عليه فيه 01:30 بعد منتصف الليل. في حين أن الكوبيين سيطروا على القصر الرئاسي والمحطة الإذاعية، فقد قام النيتيستاس باختطاف سبعة قادة من زعماء الحكومة والقوات المسلحة وأطلقوا النار عليهم مما أسفر عن مقتل وإصابة ستة.
اعتقلت حكومة الحركة الشعبية لتحرير أنغولا عشرات الآلاف يشتبه بهم أنهم من النيتيستاس من مايو إلى نوفمبر وحاولت محاكمتهم في محاكم سرية يشرف عليها وزير الدفاع إيكو كاريرا. من بين أولئك الذين أدينوا: خوسيه فان دونم، جاكوبو كايتانو، زعيم اللواء الثامن والمفوض السياسي إدواردو إيفاريستو، وبعد ذلك، تم إعدامهم بالرصاص ودفنهم في قبور سرية. قدر أنه قتل ما لا يقل عن 2.000 موالي أو مشتبه به أنه يدعم نيتو ألفيس من قبل قوات الحركة الشعبية لتحرير أنغولا والقوات الكوبية في أعقاب الانقلاب، لكن بعض التقديرات تقول أنه قتل 70.000 شخص. كان لمحاولة الانقلاب تأثير دائم على العلاقات الخارجية لأنغولا. كان ألفيس يعارض السياسة الخارجية لنيتو والتي ترتكز على عدم الانحياز، الاشتراكية التطورية، والتعددية العرقية، وفضل توقية العلاقات مع الاتحاد السوفيتي، وأراد ألفيس إقامة قواعد عسكرية سوفيتية في أنغولا. في حين ساعد الجنود الكوبيون إخماد الانقلاب على نيتو، اعتقد ألفيس ونيتو على حد سواء أن الاتحاد السوفيتي عارض نيتو. أرسل وزير القوات المسلحة الكوبية راؤول كاسترو أربعة آلاف جندي إضافي لمنع المزيد من الانشقاق في صفوف الحركة الشعبية لتحرير أنغولا والتقى بنيتو في أغسطس في زيارة تضامنية. في المقابل، انعدمت ثقة نيتو في القيادة السوفيتية وزادت العلاقات مع الاتحاد السوفيتي سوء. في ديسمبر، عقد المؤتمر الأول للحزب وغير اسمه إلى الحركة الشعبية لتحرير أنغولا–حزب العمل. طرد الانقلاب المنتمين للنيتيستاس من الحركة الشعبية لتحرير أنغولا. في 1975، بلغ عدد أعضاء الحركة الشعبية لتحرير أنغولا 200.000 عضو، ولكن بعد المؤتمر الأول للحزب، انخفض العدد إلى 30.000.

### استبدال نيتو
أراد السوفيت إنشاء قواعد عسكرية دائمة في أنغولا، وحاولوا زيادة نفوذهم، ولكن على الرغم من استمرار الضغط، ولا سيما عن طريق القائم بالأعمال السوفيتي، رفض نيتو السماح ببناء قواعد عسكرية دائمة. دعم الاتحاد السوفيتي رئيس الوزراء لوبو دو ناسيمنتو ضد قيادة نيتو للحركة الشعبية لتحرير أنغولا. حاول نيتو بسرعة السيطرة على اللجنة المركزية للحزب لطرد ناسيمنتو من منصب كرئيس للوزراء، الأمين العام للمكتب السياسي، مدير التلفزيون الوطني، ومدير صحيفة أنغولا. في وقت لاحق من نفس الشهر، ألغي منصب رئيس الوزراء ونائبه.
حافظ نيتو على التنوع العرقي في المكتب السياسي للحركة الشعبية لتحرير أنغولا كما استبدل الحرس القديم المتشدد بدماء جديدة، بما في ذلك خوسي إدواردو دوس سانتوس. عندما توفي نيتو في 10 سبتمبر 1979، صوتت اللجنة المركزية للحزب بالإجماع على اختيار دوس سانتوس رئيسا للبلاد.

## الحرب في عقد 1980

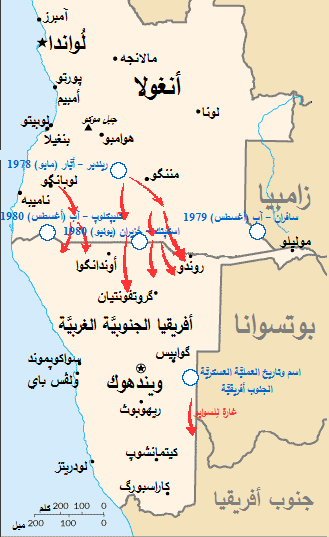
خريطة عمليات جنوب أفريقيا وسوابو في 1978–1980

تحت قيادة دوس سانتوس، عبرت القوات الأنغولية الحدود إلى ناميبيا لأول مرة في 31 أكتوبر، وتقدمت نحو كافانغو. في اليوم التالي، وقع دوس سانتوس ميثاق عدم اعتداء مع زامبيا وزائير. في عقد 1980، انتشر القتال في خارج البلاد خصوصا من جنوب شرق أنغولا، المنطقة التي انطلق فيها القتال في عقد 1970، فازداد نشاط الجيش الوطني الكونغولي ومنظمة شعب جنوب غرب أفريقيا (سوابو). ردت حكومة جنوب أفريقيا بإرسال قوات جديدة إلى أنغولا، فتدخلت في الحرب ابتداءً من 1981 إلى 1987، فقدم الاتحاد السوفيتي كميات هائلة من المساعدات العسكرية من 1981 إلى 1986 إلى أنغولا. أعطت الاتحاد السوفيتي للحركة الشعبية لتحرير أنغولا أكثر من ملياري دولار أمريكي كمساعدة في 1984.
في 1981، طبق مساعد وزيرة الخارجية للشؤون الأفريقية في عهد الرئيس الأمريكي المنتخب حديثا رونالد ريغان، تشيستر كروكر، بوضع سياسة الربط، حيث ربط استقلال ناميبيا بالانسحاب الكوبي والسلام في أنغولا.
هاجمت القوات الجنوب أفريقية المتمردين في مقاطعة كونين في 12 مايو 1980. اتهمت وزارة الدفاع الأنغولية حكومة جنوب أفريقيا بجرح وقتل المدنيين. شنت قوات الدفاع الجنوب أفريقية هجمات في أنغولا مرة أخرى، وهذه المرة في مقاطعة كواندو كوبانغو، وهددت الحركة الشعبية لتحرير أنغولا برد عسكري. أطلقت قوات الدفاع الجنوب أفريقية غزوا واسع النطاق لأنغولا من مقاطة كونين وكواندو كوبانغو في 7 يونيو، لتدمير مقر قيادة سوابو، ووصف ذلك رئيس وزراء جنوب أفريقيا بيتر ويليم بوتا بأنه «هجوم مفاجئ». اعتقلت حكومة الحركة الشعبية لتحرير أنغولا مئة وعشرين شخصا أنغوليا، زعمت أنهم حاولوا تنفيذ تفجيرات في لواندا في 24 يونيو، وهي مؤامرة مدبرة من قبل حكومة جنوب أفريقيا. بعد ثلاثة أيام، عقد مجلس أمن الأمم المتحدة جلسة بطلب من سفير أنغولا لدى الأمم المتحدة، أدان فيها عمليات التوغل في أنغولا التي قامت بها جنوب أفريقيا. انحاز رئيس زائير موبوتو سيسي سيكو هو أيضا لجانب الحركة الشعبية لتحرير أنغولا. سجلت حكومة هذه الأخيرة 529 حالة انتهاك للسيادة الإقليمية لأنغولا من قبل قوات جنوب أفريقيا ابتداءً من يناير إلى يونيو 1980.
رفعت كوبا عدد قواتها في أنغولا من 35.000 في عام 1982 إلى 40.000 في عام 1985. حاولت قوات جنوب أفريقيا احتلال لوبانغو، عاصمة محافظة هويلا، في عملية أسكاري في ديسمبر 1983. أيضًا، من أجل تعزيز القدرة القتالية لجنود الحركة الشعبية لتحرير أنغولا، أرسلت جمهورية رومانيا الاشتراكية مئة وخمسين من مدربي الطيران لتدريب قواتها الجوية، وقد ساهم هؤلاء في إنشاء مدرسة الطيران العسكري الأنغولية.
في 2 يونيو 1985، عقد نشطاء أمريكيين محافظين مؤتمر الديمقراطية الدولية، وهو اجتماع رمزي لمكافحي الشيوعية في مقر يونيتا في جامبا. نظم هذا المؤتمر نشطاء مكافحة الشيوعية مثل جاك أبراموف وجاك ويلر بمشاركة سافيمبي، أدولفو كاليرو، القيادي في نيكاراغوا كونترا، با كاو هير، زعيم المتمردين الهمونغ في لاوس. وشارك كذلك أوليفر نورث، وبعض شخصيات قوات الأمن الجنوب أفريقية، وعبد الرحيم وردك، زعيم المجاهدين الأفغان، وآخرون. على الرغم من استعداد إدارة ريغان علنا كدعم الاجتماع، إلا أنها لم تؤيد فكرة المؤتمر مئة في المئة. أيدت حكومتي إسرائيل وجنوب أفريقيا الفرة، ولكن لم يوافقا على حد سواء على استضافتهما للمؤتمر.
أصدر المشاركون بيانا قالوا فيه: «نحن، الشعوب الحرة التي تقاتل من أجل الاستقلال الوطني وحقوق الإنسان، نجتمع في جامبا، ونعلن تضامننا مع جميع حركات التحرر في العالم والتزام بلداننا بالتعاون لتحرير كل الدول من الإمبرياليين السوفيت».
صوت مجلس النواب الأمريكي على إلغاء تعديل كلارك في 11 يوليو 1985، بعد تصويت كان نتيجته 236–185. أطلقت حكومة الحركة الشعبية لتحرير أنغولا هجوما على يونيتا بعد شهر من ذلك، امتد من لوينا نحو كازومبو على طول السكك الحديدية لمنطقة بنغويلا في عملية عسكرية سميت كونغريسو 2، واحتلت قوات الحركة الشعبية لتحرير أنغولا كازومبو في 18 سبتمبر. حاولت هذه الأخيرة كذلك الاستيلاء على أكبر مستودع للأسلحة تابع لحركة يونيتا يمتد من مافينغا نحو مينونغي دون جدوى. بعد فشل الهجوم، ظهرت تفسيرات مختلفة كثيرة عن سبب هذا الفشل. ادعى الناطق الرسمي باسم يونيتا باللغة بالبرتغالية أن الضباط السوفيت هم من قادوا القوات المسلحة الشعبية لتحرير أنغولا، في حين قالت الحكومة أن يونيتا اعتمدت على المظليين الجنوب أفريقيين لإفشال هجوم الحركة الشعبية لتحرير أنغولا. اعترفت حكومة جنوب أفريقيا بأنها تقاتل في المنطقة، ولكن قالت أن قواتها تقاتل مسلحي سوابو.

### ذروة الحرب

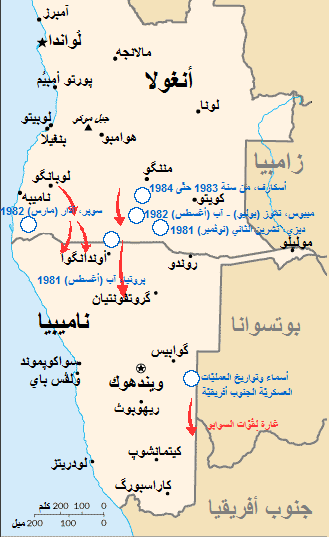
خريطة عمليات سوابو وجنوب أفريقيا في 1981–1984

في 1986، بدأت أنغولا تلعب دورا أساسيا في الحرب الباردة، مع تعزيز الاتحاد السوفيتي، كوبا، ودول الكتلة الشرقية الأخرى لدعمها لحكومة الحركة الشعبية لتحرير أنغولا، وبدأ المحافظين الأمريكيين برفع دعمهم كذلك لسافيمبي، زعيم حركة يونيتا. طور سافيمبي علاقات وثيقة مع المحافظين الأمريكيين المأثرين الذين اعتبروا سافيمبي حليفا رئيسيا للولايات المتحدة، لجهوده ومعارضته للدعم السوفيتي للحكومات غير الديمقراطية في جميع أنحاء العالم.
أعطى الاتحاد السوفيتي مليار دولار إضافي كمساعدات لحكومة الحركة الشعبية لتحرير أنغولا وأرسلت كوبا 2.000 جندي إلى 35.000 جندي كانوا في أنغولا من أجل حماية منصات النفط التابعة لشركة شيفرون في عام 1986. أكد سافيمبي وجود شيفرون في أنغولا، وهي تحميها القوات الكوبية، وهو «سبب» لتدخل يونيتا، كان هذا في مقابلة مع سافيمبي في مجلة الشؤون الخارجية في 31 يناير.
في واشنطن، أقام سافيمبي علاقات وثيقة مع المحافظين المأثرين، بما في ذلك مايكل جونز، غروفر نوركيست، وغيرهم، وقد لعبوا دورا مهما في رفع الدعم الأمريكي السري لسافيمبي، وقد زاروه في مقر يونيتا في جامبا، ودعموا المتمردين عسكريا وسياسيا، في محاولة لكسب الحرب ضد حكومة الحركة الشعبية لتحرير أنغولا. مع تزايد دعم الولايات المتحدة للمتمردين بسرعة، اعتبرت الحرب في أنغولا مفتاحا للانتصار في الحرب الباردة.

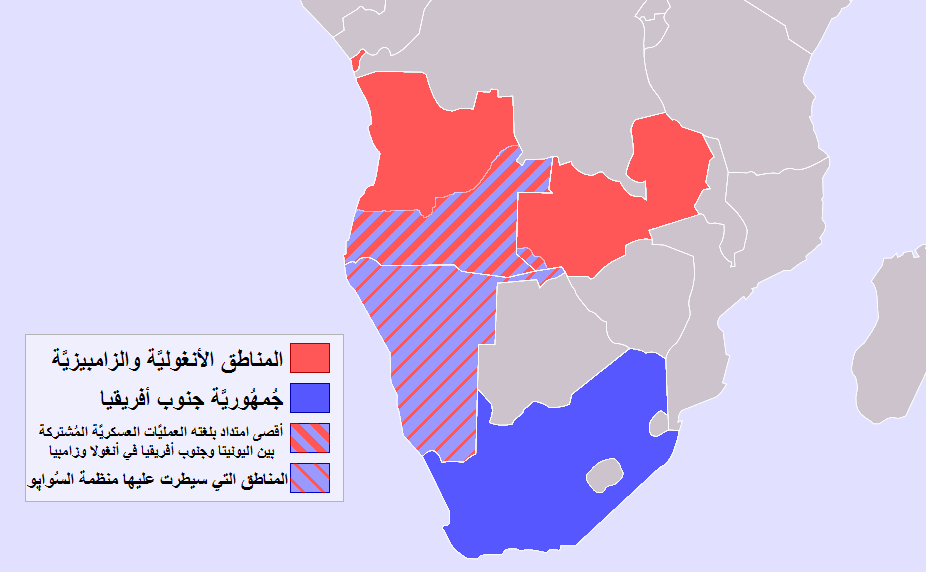
نطاق انتشار عمليات جنوب أفريقيا ويونيتا في أنغولا وزامبيا

بالإضافة إلى زيادة دعمها العسكري ليونيتا، عملت إدارة ريغان وشركاءها المحافظين على توسيع الاعتراف بسافيمبي كحليف أمريكي هام في الحرب الباردة. في يناير 1986، التقى سافيمبي مع ريغان في البيت الأبيض. عقب الاجتماع، قال ريغان أن انتصار يونيتا سيكون فوزا «للديمقراطية بالعالم أجمع». بعد شهرين، أعلن ريغان تقديمه صواريخ ستينغر كجزء من برنامج دعم قدره 25 مليون دولار، تقدم كمساعدات ليونيتا من الحكومة الأمريكية. أصبح جيريمياس شيتوندا، ممثل يونيتا في الولايات المتحدة، نائب رئيس يونيتا في أغسطس 1986 في المؤتمر السادس للحزب. جعل فيدل كاسترو اقتراح كروكر —انسحاب القوات الأجنبية من أنغولا وناميبيا— شرطا أساسيا للانسحاب الكوبي من أنغولا في 10 سبتمبر.
هاجمت قوات يونيتا منطقة كاماباتيلا في كوانزا نورتي في 8 فبراير 1986. زعمت حكومة الحركة الشعبية لتحرير أنغولا أن يونيتا ذبحت مدنيين في دامبا في مقاطعة ويجي في 26 فبراير. وافقت حكومة جنوب أفريقيا على شروط كروكر مبدئيا في 8 مارس. اقترح سافيمبي هدنة تتعلق بالسكك الحديدية لبنغويلا في 26 مارس، قائلا أن قطارات الحركة الشعبية لتحرير أنغولا يمكن أن تمر من خلالها برعاية مجموعة مراقبة وتفتيش القطارات الدولية، التي ستقوم بمنع استخدامها من أجل مكافحة التمرد. لم تستجب الحكومة لذلك. أرسل فيدل كاسترو اللواء الخمسين في الجيش الكوبي إلى جنوب أنغولا، مما رفع عدد القوات الكوبية في تلك المنطقة من 12.000 إلى 15.000 جندي. بدأت حكومتا الحركة الشعبية لتحرير أنغولا والولايات المتحدة التفاوض في يونيو 1987.

### كويتو كوانافالي واتفاقيات نيويورك

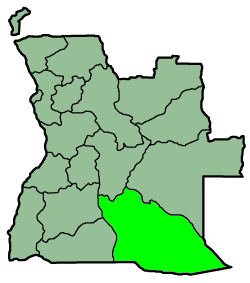
خريطة محافظات أنغولا، وتظهر محافظة كواندو كوبانغو بالأخضر الفاتح، حيث تقع كويتو كوانافالي

هاجمت قوات يونيتا وجنوب أفريقيا قاعدة الحركة الشعبية لتحرير أنغولا في كويتو كوانافالي في محافظة كواندو كوبانغو من 13 يناير إلى 23 مارس 1988، في ثاني أكبر معركة في تاريخ أفريقيا، بعد معركة العلمين الثانية، وهي أكبرهم في أفريقيا جنوب الصحراء منذ الحرب العالمية الثانية. لا تأتي أهمية كويتو كوانافالي في حجمها أو ثروتها، بل في موقعها. حافظت قوات الدفاع الجنوب أفريقية على أكثر من موقع في المدينة باستخدام قطع المدفعية الجديدة من نوع جي 5.
نتيجة لعدم حسم معركة كويتو كوانافالي، ادعى فيدل كاسترو أن مواصلة جنوب أفريقيا للقتال في أنغولا سوف يجعل كوبا أكثر رغبة في تطبيق كل الوسائل لكسب الحرب، بحجة أنه كان يستعد للانسحاب من أنغولا وخصومه فيها في موقف دفاعي. حسب الكلام الكوبي، فإن التكلفة السياسية والاقتصادية التقنية للحفاظ على وجود جنوب أفريقيا في أنغولا يظهر مساوئ تدخلها واسع النطاق بالحرب. وعلى العكس من ذلك، اعتقدت جنوب أفريقيا أنها تلقت إشارة من القوى العظمى لعزمها تنفيذ تجربة نووية، مما أجبر الكوبيين على الدخول في تسوية.
زعم أن القوات الكوبية استخدمت غاز الأعصاب ضد قوات يونيتا خلال الحرب الأهلية. درس المحقق البلجيكي أوبين هندريكش الأدلة المزعومة، بما في ذلك «مجموعة عينات» لاستخدام غاز الأعصاب، تم العثور عليها بعد معركة كويتو كوانافالي، وادعى أن «ليس هناك شك بعد الآن أن الكوبيين استخدموا غاز الأعصاب ضد القوات السيد جوناس سافيمبي».
انضمت الحكومة الكوبية للمفاوضات بشأن أنغولا في 28 يناير 1988، وعقدت الأطراف الثلاثة جولة من المفاوضات في 9 مارس. دخلت حكومة جنوب أفريقيا للمفاوضات في 3 مايو والتقت الأطراف في يونيو وأغسطس في نيويورك وجنيف. وافقت جميع الأطراف على وقف إطلاق النار في 8 أغسطس. وقع ممثلون عن حكومات أنغولا، كوبا، وجنوب أفريقيا على اتفاقيات نيويورك التي منحت الاستقلال لناميبيا وأنهت المشاركة المباشرة للقوات الأجنبية في الحرب الأهلية في مدينة نيويورك في 22 ديسمبر 1988. مرر مجلس أمن الأمم المتحدة القرار 626 في وقت لاحق في ذلك اليوم، وأنشأ بعثة الأمم المتحدة للتحقق في أنغولا (اليونافيم)، وهي قوات لحفظ السلام. بدأت قوات اليونافيم بالوصول لأنغولا في يناير 1989.

### وقف إطلاق النار
حاول المحافظون الأمريكيون إنهاء الحرب الأهلية الأنغولية بالحلول الدبلوماسية، منها دعوتهم لجوناس سافيمبي إلى الولايات المتحدة من أجل التفاوض، وزيادة دعم يونيتا بشكل سري. دعى الرئيس موبوتو سيسي سيكو 18 من القادة الأفارقة، جوناس سافيمبي، وخوسي إدواردو دوس سانتوس إلى قصره في غبادوليت في يونيو 1989 للمفاوضات. اجتمع سافيمبي ودوس سانتوس للمرة الأولى ووافقا على إعلان غبادوليت لوقف إطلاق النار، في 22 يونيو، مما مهد الطريق أمام سلام شامل في المستقبل. قال الرئيس الزامبي كينيث كاوندا بعد بضعة أيام بعد الإعلان أن سافيمبي قد وافق على ترك أنغولا والذهاب إلى المنفى، وهو ادعاء قام بنفيه موبوتو، سافيمبي، والحكومة الأمريكية. اتفق دوس سانتوس مع كلام كاوندا، قائلا أن سافيمبي قد وافق على مغادرة البلاد مؤقتا.
في 23 أغسطس، اشتكى خوسي إدواردو دوس سانتوس من استمرار حكومتي الولايات المتحدة هجنوب أفريقيا في دعم يونيتا وهذا ما شكل تهديدا فعليا لوقف إطلاق النار الهش. وفي اليوم التالي، أعلنت يونيتا على لسان زعيمها جوناس سافيمبي أنها لن تلتزم بوقف إطلاق النار، مشيرا إلى إصرار كاوندا على مغادرة سافيمبي البلاد وحل يونيتا. ردت حكومة الحركة الشعبية لتحرير أنغولا على سافيمبي بتحريك قواتها من كويتو كوانافالي، التي تقع تحت سيطرتها، إلى مافينغا التي تحتلها يونيتا. انهار وقف إطلاق النار، وتبادل دوس سانتوس والحكومة الأمريكية الاتهامات بشأن استئناف الصراع المسلح.

## الحرب في عقد 1990
سمحت التغيرات السياسية في الخارج والانتصارات العسكرية في الحرب الباردة ونهايتها لحكومة الحركة الشعبية لتحرير أنغولا من الانتقال من مظهر الدولة الشيوعية إلى الدولة الديمقراطية. أعلنت ناميبيا الاستقلال، واعترف بها دوليا في 1 أبريل، ومن أجل القضاء على تهديد دخول الحركة الشعبية لتحرير أنغولا إلى جنوب أفريقيا، انسحبت قوات الدفاع الجنوب أفريقية من ناميبيا. ألغت الحركة الشعبية لتحرير أنغولا نظام الحزب الواحد في يونيو وحذفت الماركسية اللينينية من نظام الدولة في ثالث مؤتمر للحركة في ديسمبر، ثم تغير اسم الحزب رسميا من الحركة الشعبية لتحرير أنغولا–حزب العمل إلى الحركة الشعبية لتحرير أنغولا. أصدرت الجمعية الوطنية القانون 12/91 في مايو 1991، بالتزامن مع انسحاب آخر القوات الكوبية، ووصف أنغولا بأنها «دولة ديمقراطية على أساس سيادة القانون» مع نظام متعدد الأحزاب. شك المراقبون في هذه التغييرات. وصف الصحفي الأمريكي ذلك بأنه «خدعة من أجل شراء كميات أكبر من السلاح دون قيود على ذلك من أجل مكافحة التمرد، وأصبح سافيمبي كبش فداء». كما ذكر أن سافيمبي أزال بعض تلك الأخطار التي تهدد قيادته ليونيتا. من بين الذين قتلوا بسبب ذلك، كان تيتو شينغونجي وعائلته في 1991. نفى سافيمبي تورطه في مقتل شينغونجي، وألقى باللائمة على المنشقين عن يونيتا.

### بلاك، مانافورت، ستون، وكيلي

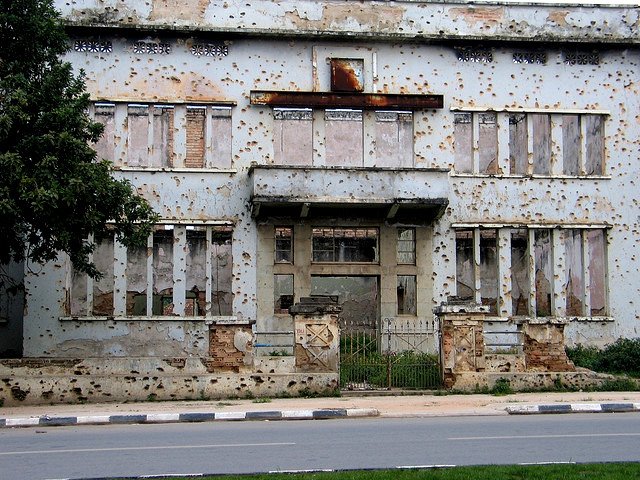
مبنى في هوامبو تظهر فيه آثار الحرب

جرحت القوات الحكومية سافيمبي في معارك في يناير وفبراير 1990، ولكن هذا لم يكن كافيا للحد من تنقلاته. ذهب سافيمبي إلى واشنطن في ديسمبر والتقى بالرئيس جورج بوش الأب مرة أخرى، وهي الزيارة الرابعة من أصل خمسة للولايات المتحدة. دفع سافيمبي لبلاك، مانافورت، ستون، وكيلي، وهي جماعة ضغط مقرها في واشنطن العاصمة، 5 ملايين دولار تقوم بإعطائها للحكومة الفيدرالية من أجل المساعدة على تحسين صورة يونيتا في وسائل الإعلام الغربية، والحصول على الدعم بين السياسيين في واشنطن. نجح سافيمبي جدا في هذا المسعى.
عمل كل من السيناتور لاري سميث ودانتي فاسكيل مع المؤسسة الوطنية الكوبية الأمريكية، والممثل كلود بيبر، ونيل بلير، والمحافظ هوارد فيليب على إلغاء تعديل كلارك في 1985. من وقت إلغاء التعديل في 1985 إلى عام 1992، أعطت حكومة الولايات المتحدة سافيمبي 60 مليون دولار سنويا، والمجموع هو 420 مليون دولار. استخدم جوناس سافيمبي حجما كبيرا من المساعدات في نفقاته الشخصية. قدم بلاك، مانافورت سجلاته الخارجية لوزارة العدل الأمريكية التي تأكد أن سافيمبي كان يأخد حصة صغيرة فقط من المساعدات الأمريكية لسد حاجياته الخاصة. وفي ديسمبر 1990، قرر سافيمبي استثمار 136.424 دولار في فندق بارك هيات عبر تقديمها على شكل دفعات، كل واحدة بها 2.705 دولار. دفع كذلك ما يقرب 473.000 دولار في أكتوبر 1991 خلال زيارة استغرقت أسبوعا إلى واشنطن ومانهاتن. دفع أيضا 98.022 دولار في فواتير الفندق، بارك هيات، وكذلك 26.709 دولار في جولات في ليموزين في واشنطن و5.293 في مانهاتن. قال بول مانافورت، وهو أحد مؤسسي جماعة الضغط، أن سافيمبي دفع كذلك 19.300 دولار لمستشاريه ومبلغا إضافيا قدره 1.712 دولار في نفقات شخصية أخرى. كما قال أنه اشترى هاتفا بقيمة 1.143 دولار من موتورولا. عندما سأل في مقابلة في عام 1990 عن انتهاكات حقوق الإنسان في المناطق التي يسيطر عليها سافيمبي، قال بلاك: «الآن عندما نكون في الحرب، نحاول إدارتها، عندما يكون العدو في مواجهة معنا... وفي أوقات معينة، نحن ندير الأراضي التي يسطير عليها سافيمبي وفق قواعد اعتمدت في اجتماع في نيوهامبشير».

### اتفاقات بيسيس
التقى الرئيس خوسي إدواردو دوس سانتوس مع جوناس سافيمبي في لشبونة، البرتغال لتوقيع اتفاقيات بيسيس، وهي أولى اتفاقات السلام الرئيسية الثلاثة، في 31 مايو 1991، بوساطة الحكومة البرتغالية. نصت الاتفاقات على الانتقال إلى جمهورية ديمقراطية ذات نظام متعدد الأحزاب تحت إشراف بعثة اليونافيم الثانية التابعة للأمم المتحدة، وإجراء انتخابات رئاسية في غضون عام واحد. حاول الاتفاق تسريح 152.000 من المقاتلين النشطين ودمج ما تبقى من القوات الحكومية مع متمردي يونيتا في قوة واحدة قوامها 50.000 جندي تشكل القوات المسلحة الأنغولية. تتكون هذه الأخيرة من الجيش الوطني ويبلغ عدد جنوده 40.000 جندي والقوات البحرية وقوامها 6.000 جندي، والقوات الجوية مع 4.000 جندي. في حين أن يونيتا لم تنزع سلاحها إلى حد كبير، إلا أن القوات المسلحة الأنغولية امتثلت للاتفاق والتسريح، وتركت الأمر للحكومة للقيام بذلك.
عقدت أنغولا الجولة الأولى من الانتخابات الرئاسية في 29–30 سبتمبر 1992. رسميا، فاز خوسي إدواردو دوس سانتوس بنسبة %49.57 من الأصوات ونال جوناس سافيمبي %40.66 من الأصوات. إذا لم يحصل أي مرشح على %50 أو أكثر من الأصوات، يفرض قانون الانتخابات جولة ثانية بين مرشحين اثنين، قد حصلا على أعلى نسبة تصويت في الجولة الأولى. قال سافيمبي، جنبا إلى جنب مع ثمانية أحزاب معارضة والعديد من مراقبي الانتخابات أنها كانت غير حرة وغير عادلة. قال مراقب رسمي أن الأمم المتحدة قد اعتقدت أن 500.000 من الناخبين الذين كان سيصوتون لزعيم يونيتا قد حرموا من ذلك، وأنه كان هناك 100 مركز اقتراع سري. أرسل سافيمبي أرميا شيتوندا، نائب رئيس يونيتا، إلى لواندا للتفاوض على شروط الجولة الثانية. انهارت العملية الانتخابية في 31 أكتوبر، عندما هاجمت القوات الحكومية في لواندا يونيتا. أجرى مدنيون باستخدام بنادق أعطتها الشرطة إياهم قبل أيام من ذلك، غارات على أماكن محددة رفقة فرق شرطة التدخل السريع، مما أسفر عن مقتل واحتجاز المئات من أنصار يونيتا. أخدت الحكومة مدنيين في شاحنات إلى مقبرة كاماما ووادي مورو دا لوز، وأطلقت النار عليهم، ودفنتهم في مقابر جماعية. هاجم مسلحون موكب شيتوندا في 2 نوفمبر، وسحبوه من سيارته ثم أطلقوا النار عليه وعلى اثنين آخرين في وجوههم. ذبحت الحركة الشعبية لتحرير أنغولا أكثر من عشرة ألف ناخب كانوا سيصوتون ليونيتا والجبهة الوطنية لتحرير أنغولا على الصعيد الوطني في بضعة أيام في ما عرف باسم مذبحة الهالوين. قال سافيمبي أن الانتخابات غير حرة وغير عادلة ورفض المشاركة في الجولة الثانية. ثم انتقل إلى استئناف الكفاح المسلح ضد الحركة الشعبية لتحرير أنغولا.
بعد ذلك، في سلسلة من الانتصارات المذهلة، استعادت يونيتا السيطرة على عواصم مقاطعات كاكسيتو، هوامبو، مبانزا كونغو، ندالاتوندو، وويجي، وذلك بعد عدم سيطرتها عليهم منذ عام 1976، وانتقلت إلى كويتو ولوينا ومالانجي. على الرغم من أن حكومتي الولايات المتحدة وجنوب أفريقيا أوقفتا مساعدة يونيتا، إلا أن المزيد من الإمدادات واصلت مجيئها بأمر من موبوتو سيسي سيكو في زائير. حاولت يونيتا انتزاع السيطرة على كابيندا من الحركة الشعبية لتحرير أنغولا في يناير 1993. حذر إدوارد دي جارنيت، رئيس مكتب الولايات المتحدة في أنغولا للاتصالات في إدارة كلينتون، سافيمبي أنه إذا عرقلت يونيتا أو أوقفت إنتاج كابيندا لأي مادة تصدرها إليها، فإن الولايات المتحدة ستنهي دعمها ليونيتا، وقد وقع ذلك بعد نهاية الحرب الباردة. في 9 يناير، بدأت يونيتا 55 يوما من معركة هوامبو، التي هي جزء من حرب المدن. فر مئات الآلاف وقتل 10.000 شخص قبل سيطرة يونيتا على المدينة في 7 مارس. قامت حكومة الحركة الشعبية لتحرير أنغولا بعملية تطهير عرقي ضد شعب باكونغو، وإلى حد أقل شعب أوفمبوندو، في العديد من المدن، لا سيما العاصمة لواندا، خصوصا في 22 يناير في مذبحة الجمعة الدموية. التقى ممثلو يونيتا والحكومة لخمسة أيام في إثيوبيا، لكن فشلت المفاوضات في استعادة السلام. عاقب مجلس الأمن الدولي يونيتا من خلال القرار رقم 864 في 15 سبتمبر 1993، الذي حظر بيع الأسلحة أو الوقود لها.
ظهر وتوضح تحول السياسة الخارجية للولايات المتحدة عندما قام الرئيس بيل كلينتون بإصدار الأمر التنفيذي رقم 12865 في 23 سبتمبر، الذي وصف يونيتا بأنها «تهديد مستمر على أهداف السياسة الخارجية للولايات المتحدة». في أغسطس 1993، سيطرت يونيتا على %70 من أنغولا، إلا أن النجاحات العسكرية الحكومية في عام 1994 أجبرت يونيتا على طلب السلام. في نوفمبر 1994، سيطرت الحكومة على %60 من البلاد. وصف سافيمبي وضع يونيتا بأنه «أسوأ أزمة» مرت بها منذ إنشائها. قتل ما يقرب 120.000 شخص في أول ثمانية عشر شهرا بعد انتخابات 1992 الرئاسية، وهذا العدد يقارب نصف عدد ضحايا الستة عشر سنة السابقة من الحرب. استمر كلا الجانبين في الصراع بارتكاب انتهاكات منهجية وواسعة النطاق لقوانين الحرب، خصوصا يونيتا التي اتهمت بقصف المدن المحاصرة عشوائيا، مما أدى إلى مقتل عدد كبير من المدنيين. استخدمت القوات الحكومية للحركة الشعبية لتحرير أنغولا القوة الجوية لقصف المناطق عشوائيا، مما أدى إلى ارتفاع عدد المدنيين القتلى. وقع بروتوكول لوساكا في 1994 ليخلف اتفاقيات بيسيس.

### بروتوكول لوساكا
كان سافيمبي شخصيا غير راغب في توقيع بروتوكول لوساكا في البداية، لذلك، مثل يونيتا الأمين العام السابق لها أوجينيو مانوفاكولا في مكانه. وقع مانوفاكولا ووزير الخارجية فينانسيو دي مورا على البروتوكول في لوساكا، زامبيا في 31 أكتوبر 1994، ووافق أوجينيو مانوفاكولا على نزع سلاح يونيتا ودمجها قواتها. وقع كلا الجانبين على وثيقة لوقف إطلاق النار كجزء من البروتوكول في 20 نوفمبر. في إطار الاتفاقية، ستوقف الحكومة ويونيتا إطلاق النار وستسرح هذه الأخيرة قواتها. سينضم 5.500 عضو في يونيتا، بما في ذلك 180 مسلح، إلى الشرطة الوطنية الأنغولية، و1.200 عضو آخر في يونيتا، بما في ذلك 40 مسلح، سينضمون إلى قوة شرطة الرد السريع، وسيصبح جنرالات يونيتا ضباطا في القوات المسلحة الأنغولية. سيعود المرتزقة الأجانب إلى بلدانهم الأصلية وسيتوقف وصول الأسلحة للجانبين. وزع الاتفاق في منازل سياسيي يونيتا وفي مقرها. وافقت الحكومة على تعيين أعضاء يونيتا في مناصب وزير المعادن، التجارة، الصحة والسياحة، بالإضافة إلى مناصب نواب سبعة وزراء، وكسفراء، ومحافظين لمحافظات لوندا سول وكواندو كوبانغو، ونواب للمحافظين، ومسؤولين في البلديات، ونوابا لمسؤولين آخرين. ستفرج الحكومة عن السجناء وستمنح عفوا لكافة المقاتلين المشاركين في الحرب الأهلية. التقى رئيس زيمبابوي روبرت موغابي برئيس جنوب أفريقيا نيلسون مانديلا في لوساكا في 15 نوفمبر 1994 لتعزيز دعم البروتوكول رمزيا. طلب كل من موغابي ومانديلا على حد سواء من سافيمبي الحضور إلى جنوب أفريقيا ثم السفر إلى لوساكا، ولكن سافيمبي لم يوافق. خلق الاتفاق لجنة مشتركة، تتكون من مسؤولين من الحكومة الأنغولية، يونيتا، والأمم المتحدة من حكومات البرتغال، الولايات المتحدة، وروسيا لمراقبة والإشراف على تنفيذ بروتوكول لوساكا. سوف تناقش اللجنة انتهاكات هذا الأخير. كانت أحكام البروتوكول من دمج ليونيتا في الجيش، وقف إطلاق النار، وتشكيل حكومة ائتلافية، مشابهة لتلك التي كانت في اتفاقيات ألفور التي منحت لأنغولا الاستقلال من البرتغال في 1975. أدت العديد من المشاكل البيئية، انعدام الثقة المتبادلة بين يونيتا والحركة الشعبية لتحرير أنغولا، فضفاضة الإشراف الدولي، استيراد الأسلحة من الخارج، والتركيز المفرط على الحفاظ على توازن القوى، إلى انهيار بروتوكول لوساكا.

### انتهاكات الأسلحة

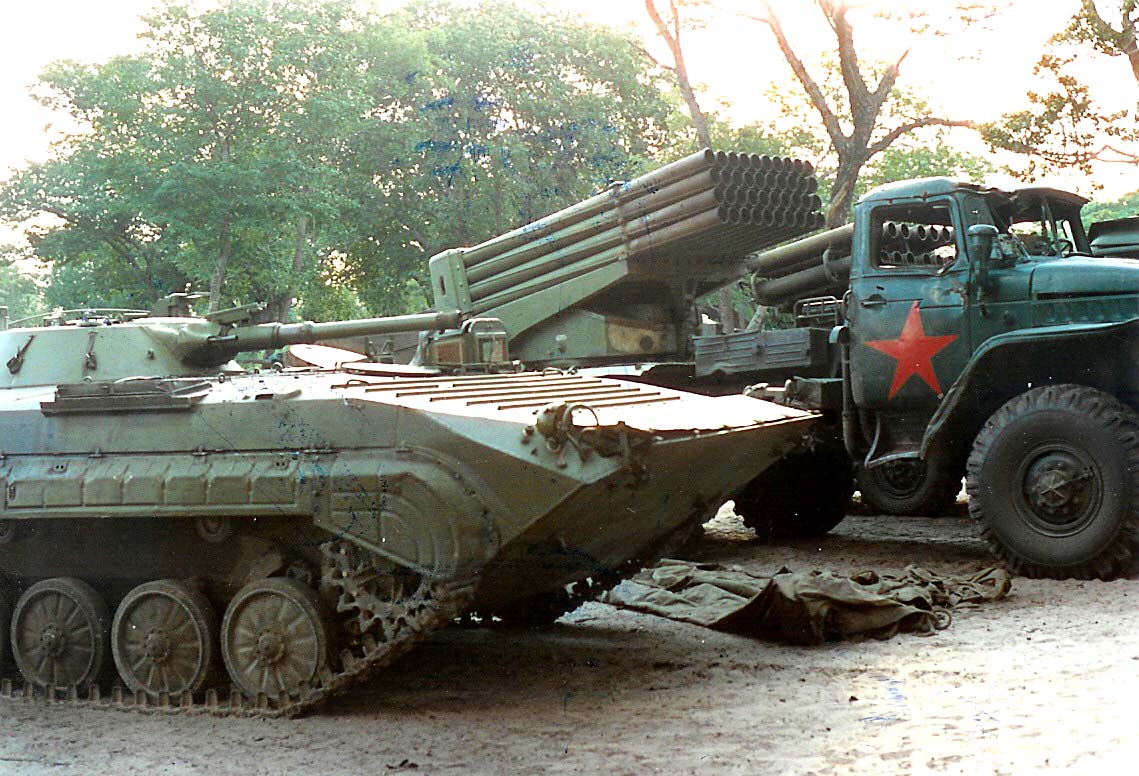
بي إم بي-1 وبي إم-21 معطلة تابعة ليونيتا في نقطة تجمع

في يناير 1995، أرسل رئيس الولايات المتحدة بيل كلينتون مبعوثه بول هير إلى أنغولا لدعم وقف إطلاق النار، ولم يلقى هذا معارضة من الحكومة الأنغولية ويونيتا. وافقت الأمم المتحدة على إرسال قوات لحفظ السلام في 8 فبراير. التقى سافيمبي مع الرئيس الجنوب أفريقي مانديلا في مايو. بعد مدة، في 18 يونيو، عرضت الحركة الشعبية لتحرير أنغولا على سافيمبي منصب نائب الرئيس خوسي إدواردو دوس سانتوس مع اختيار نائب ثان منها. قال سافيمبي لمانديلا أنه يشعر أنه على استعداد «ليقوم بأي شيء لمساعدة شعبه»، لكنه لم يقبل الاقتراح في 12 أغسطس. قامت وزارة الدفاع ووكالة الاستخبارات المركزية الأمريكية في أنغولا بمحاولات كثير لإيقاف شحنات الأسلحة، وهذا انتهاك للبروتوكول، وكان نجاح تلك المحاولات محدودا. اشترت الحكومة الأنغولية ستة طائرات من نوع ميل مي-17 من أوكرانيا في عام 1995. اشترت الحكومة طائرات إل-39 هجومية من تشيكوسلوفاكيا في عام 1998 مع ذخائر من الصناعات الدفاعية الزيمبابوية وذخائر وأسلحة من أوكرانيا في عام 1998 و1999. أصبحت الولايات المتحدة ابتداءً من عام 1997 بالاهتمام بالأحداث في زائير، الكونغو وليبيريا أكثر. اشترت يونيتا أكثر من 20 صاروخ من نوع فروغ-7 سكود وثلاثة صواريخ فوكس 7 من حكومة كوريا الشمالية في عام 1999.
مددت الأمم المتحدة وصايتها في 8 فبراير 1996. في مارس، وافق سافيمبي ودوس سانتوس رسميا على تشكيل حكومة ائتلافية. طردت الحكومة 2.000 أنغولي من أصول أفريقية غربية ولبنانية في عملية السرطان 2، في أغسطس 1996، وزعمت أنهم أقليات خطيرة ومسؤولة عن ارتفاع معدلات الجريمة. في عام 1996، اشترت الحكومة الأنغولية معدات عسكرية من الهند، ومروحيات ميل مي-24 هجومية وثلاثة طائرات سوخوي سو-17 من كازاخستان في ديسمبر، ومروحيات من سلوفاكيا في مارس.
ساعد المجتمع الدولي على إنشاء حكومة وحدة ومصالحة وطنية في أبريل 1997، ولكن لم تسمح يونيتا لحكومة الحركة الشعبية لتحرير أنغولا بالسيطرة على أكثر من 60 مدينة. صوت مجلس الأمن الدولي في 28 أغسطس 1997 على فرض عقوبات على يونيتا من خلال القرار 1127، الذي حظر سفر قادتها إلى الخارج، إغلاق سفاراتها، وجعل المناطق التي تسيطر عليها مناطق حظر جوي. وسع مجلس الأمن العقوبات من خلال القرار 1173 في 12 يونيو 1998، الذي جعل أمر شراء الماس الأنغولي يحتاج إلى شهادة حكومية وتجميد الحسابات المصرفية ليونيتا.
خلال حرب الكونغو الأولى، انضمت الحكومة الأنغولية لتحالف الإطاحة بحكومة موبوتو بسبب دعمه ليونيتا. سقط النظام الزائيري بواسطة التحالف المعارض في 16 مايو 1997. اختارت الحكومة الأنغولية العمل في البداية لإسقاط موبوتو مع الدرك الكاتانغي الذي سمي بالنمور، الذي كان عبارة عن مجموعات بالوكالة تشكلت من خلايات صغيرة من وحدات الشرطة التي كان قد تم نفيها من زائير، وبالتالي كان يجب عليها القتال للعودة إلى وطنها. لم تنشر لواندا أيضا قوات نظامية. في أوائل أكتوبر 1997، غزت أنغولا جمهورية الكونغو خلال الحرب الأهلية فيها لمساعدة متمردي ديني ساسو نغيسو لإسقاط حكومة باسكال ليسوبا. سمحت حكومة ليسوبا ليونيتا باستخدام مدن جمهورية الكونغو من أجل تجاوز العقوبات. بين 11–12 أكتوبر 1997، أجرت مقاتلات سلاح الجو الأنغولي عددا من الغارات الجوية على المواقع الحكومية في برازافيل. في 16 أكتوبر 1997، عزرت ميليشيات المتمردين بدعم من دبابات وقوة مكونة من 1.000 جندي أنغولي سيطرتها على برازافيل وأجبرت ليسوبا على الفرار. بقيت القوات الأنغولية في البلاد لقتال قوات الميليشيات الموالية لليسوبا التي دخلت في حرب عصابات ضد الحكومة الجديدة.
دفعت الأمم المتحدة 1.6 مليار دولار في عام 1994 للحفاظ على عمل قوة حفظ السلام. هاجمت القوات المسلحة الأنغولية يونيتا في المرتفعات الوسطى في 4 ديسمبر 1998، في اليوم الذي سبق رابع مؤتمر للحركة الشعبية لتحرير أنغولا. قال دوس سانتوس لمسؤولين في اليوم التالي أنه يعتقد أن الحرب ستكون السبيل الوحيد في نهاية المطاف لتحقيق السلام، فألغى بروتوكول لوساكا، وطلب من بعثة مراقبي الأمم المتحدة مغادرة البلاد. في فبراير 1999، سحب مجلس الأمن آخر موظف في بعثة مراقبي الأمم المتحدة. في أواخر عام 1998، أسس العديد من زعماء يونيتا غير الراضين عن قيادة سافيمبي، يونيتا رينوفادا، وهي جماعة مسلحة منشقة. هجر الآلاف يونيتا في عامي 1999 و2000.
أطلقت القوات المسلحة الأنغولية عملية الاستعادة، وهي هجوم ضخم، في سبتمبر 1999، واستعادت خلاله السيطرة على نهاريا، ومونغو وأندولو وبايلوندو، وهو موقع اتخده سافيمبي مقرا له قبل سنة واحدة فقط. مرر مجلس الأمن الدولي القرار 1268 في 15 تشرين الأول، وتضمن تعليمات من الأمين العام للأمم المتحدة كوفي عنان بتحديث مجلس الأمن لحالة أنغولا كل ثلاثة أشهر. عرض خوسي إدواردو دوس سانتوس عفوا عن مسلحي يونيتا في 11 نوفمبر. في ديسمبر، قال رئيس الأركان جواو دي ماتوس أن القوات المسلحة الأنغولية دمرت %80 من الجناح العسكري ليونيتا واستولت على 15.000 طن من المعدات العسكرية. بعد حل الحكومة الائتلافية، تراجع سافيمبي إلى قاعدته التاريخية في موكسيكو لإعداد المعركة. من أجل عزل يونيتا، قامت الحكومة بإجبار المدنيين القاطنين في المناطق الريفية الخاضعة ليونيتا على الانتقال إلى المدن الرئيسية الخاضعة لسلطتها. نجحت الإستراتيجية في عزل يونيتا ولكن كان لها عواقب إنسانية سلبية.

### تجارة الماس
كان يونيتا قادرة على استخراج الماس وبيعه في الخارج، مما وفر لها التمويل لمواصلة الحرب وكذلك لداعميها في العالم الغربي الذي يحاولون إقناع الناس بمساندتها. وقعت دي بيرز واندياما، وهما شركتين مملوكتين للدولة لاستخراج الماس، عقدا للسماح لدي بيرز بالسيطرة على صادرات الماس الأنغولية في عام 1990. وفقا لتقرير فلاور الذي أعدته الأمم المتحدة، فقد عمل جو دي بيكر، المالك السابق لأسهم دي بيرز، مع حكومة زائير لتوفير المعدات العسكرية ليونيتا من 1993 إلى 1997. زعم شقيق دي بيكر، روني، أنه سافر من جنوب أفريقيا إلى أنغولا، لنقل الأسلحة المصنوعة في أوروبا الشرقية. في المقابل، أعطت يونيتا روني كميات من الماس بقيمة 6 ملايين دولار. أرسل دي بيكر ذلك الماس إلى مكتب لدي بيرز في أنتويرب، بلجيكا. قالت دي بيرز علنا أنها أنفقت 500 مليون دولار على الماس الأنغولي القانوني وغير القانوني في عام 1992 وحده. قدرت الأمم المتحدة أيضا أن يونيتا ربحت ما لا يقل عن 3.72 مليار دولار، أو 93 في المائة من جميع مبيعات الماس، على الرغم من العقوبات الدولية.
لعبت إكسكوتيف أوتكوميس، وهي شركة عسكرية خاصة، دورا مهما في إيقاف ذلك من أجل مصلحة الحركة الشعبية لتحرير أنغولا، حيث جلبت إكسكوتيف أوتكوميس أفضل خبراء الدفاع الأمريكيين مقابل «خمسين أو ستين مليون دولار دفعتها الحكومة الأنغولية». نظرا للوجود الكبير للنفط والغاز، زعمت دي بيرز أنها تعاقدت مع إكسكوتيف أوتكوميس لحماية عملياتها في أنغولا. جلبت إكسكوتيف أوتكوميس 5.000 جندي و30 طيار حربي، ظلوا في مخيمات في لوندا سول، كابو ليدو، ودوندو، لتنفيذ شروط تعاقدها مع دي بيرز.

### انفصالية كابيندا

العلم غير الرسمي لكابيندا

إقليم كابيندا هو منطقة تقع شمال أنغولا، وتنفصل عن هذه الأخيرة بشريط من الأراضي طوله 60 كم (37.3 ميل) تحكمه جمهورية الكونغو الديمقراطية. حدد الدستور البرتغالي في 1933 وضع أنغولا وكابيندا كمقاطعات ما وراء البحار. في مسار الإصلاحات الإدارية من عقد 1930 إلى عقد 1950، قسمت أنغولا إلى مناطق، وأصبحت كابيندا واحدة من مناطق أنغولا. تشكلت جبهة تحرير جيب كابيندا في عام 1963 خلال توسع نطاق الحرب من أجل الاستقلال عن البرتغال. على عكس اسم المنظمة، فإن كابيندا معتزل، لا جيب. انقسمت جبهة تحرير جيب كابيندا إلى القوات المسلحة الكابيندية وجبهة تحرير جيب كابيندا-رينوفادا. انفصلت فصائل أصغر من جبهة تحرير جيب كابيندا في وقت لاحق، ولكن جبهة تحرير جيب كابيندا-رينوفادا ظلت بسبب قوتها وتكتيكاتها. قطع أعضاء هذه الأخيرة أذني وأنوف العديد من المسؤولين الحكوميين ومؤيديهم، على غرار الجبهة الثورية المتحدة في سيراليون في عقد 1990. على الرغم من صغر حجم كابيندا، إلا أن أراضيها أصبحت مطمعا للقوى الأجنبية والحركات القومية بسبب الاحتياطيات الهائلة من النفط، المورد الرئيسي لأنغولا حاليا.
خلال حرب الاستقلال، اشتركت الشعوب المهاجرة في صراع عرقي دار بين مختلف القبائل الأصلية، وظهر هذا في أوائل عقد 1970. سيطر اتحاد شعوب أنغولا، سلف الجبهة الوطنية لتحرير أنغولا، على %15 فقط من أراضي أنغولا خلال حرب الاستقلال، باستثناء كابيندا التي سيطرت عليها الحركة الشعبية لتحرير أنغولا. دعمت جمهورية الصين الشعبية يونيتا من أجل نيل الاستقلال، على الرغم من أن منافستها جنوب أفريقيا الموالية للغرب قد ساندت يونيتا. دعمت جمهورية الصين الشعبية سافيمبي ابتداءً من في 1965، بعد سنة واحدة من تركها لمساندة الجبهة الوطنية لتحرير أنغولا. رأت الصين أن هولدن روبرتو والجبهة الوطنية لتحرير أنغولا هما دميتين في يد الغرب والحركة الشعبية لتحرير أنغولا عميلة للاتحاد السوفيتي. خلال الانفصال الصيني السوفيتي، بدأت جنوب أفريقيا بتطبيق سياسات أكثر مرونة مع حلفاء جمهورية الصين الشعبية.

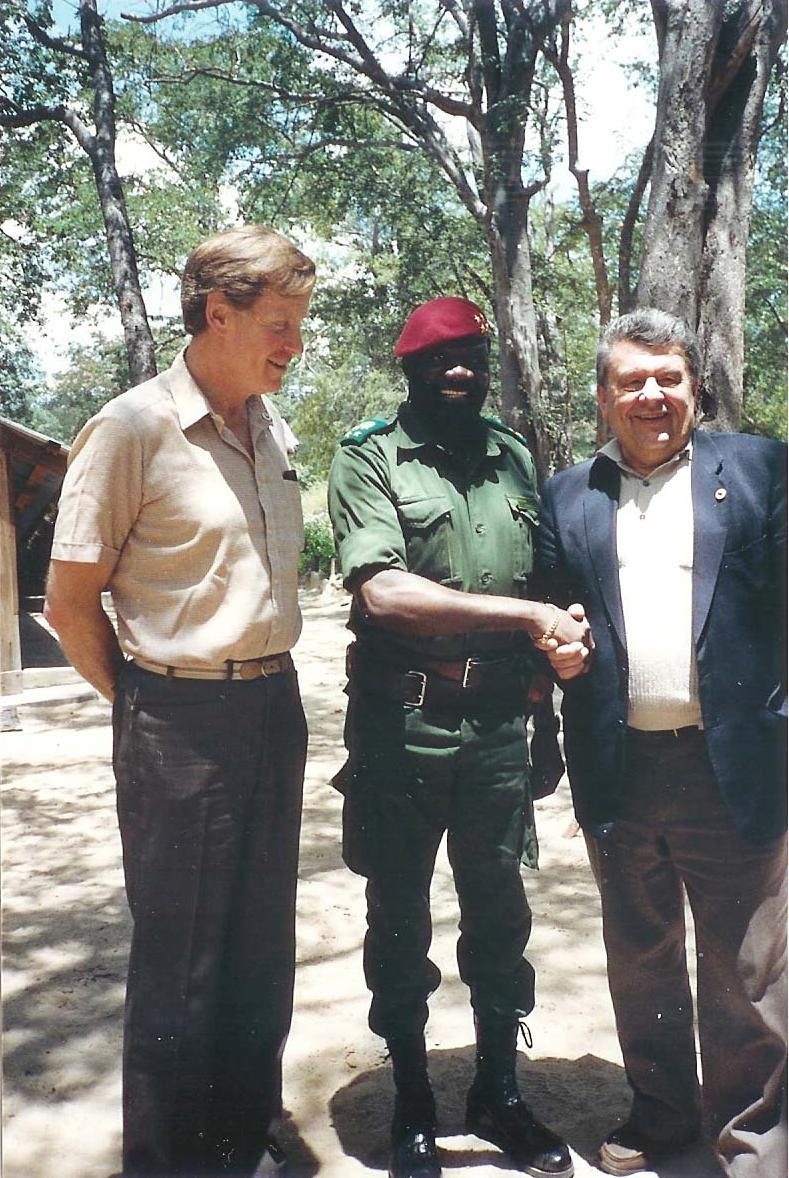
سافيمبي يجتمع مع نائبين من البرلمان الأوروبي في 1989

خال عقد 1990، خطف المتمردون الكابينديون عمال النفط الأجانب مقابل المال، وكانوا يعدون بواسطته مزيد من الهجمات ضد الحكومة الوطنية. أوقف مسلحو جبهة تحرير جيب كابيندا حافلات كانت تقل عمال نفط تابعين لشركة شيفرون، وأجبرتهم على الخروج ثم أضرموا النار في الحافلات في 27 مارس و23 أبريل 1992. اندلعت معركة واسعة النطاق بين جبهة تحرير جيب كابيندا والشرطة في مالونغو في 14 مايو عندما أصابت 25 قذيفة هاون عن طريق الخطأ مجمع شيفرون القريب. بدأت الحكومة، خوفا من خسارة مصدر دخلها الرئيسي، بالتفاوض مع ممثلين من جبهة تحرير جيب كابيندا-التجديد، القوات المسلحة لكابيندا، والجبهة الديمقراطية لكابيندا في عام 1995. فشلت المحسوبية والرشوة في تهدئة غضب جبهة تحرير جيب كابيندا-التجديد والقوات المسلحة لكابيندا وانتهت المفاوضات. في فبراير 1997، خطفت القوات المسلحة لكابيندا موظفين اثنين تابعين لشركة إنوانغسا إس دي إن، مما أسفر عن مقتل واحد وإطلاق سراح الآخر بعد تلقي فدية 400.000 دولار. خطفت القوات المسلحة لكابيندا كذلك أحد عشر شخصا في أبريل 1998، وهم تسعة أنغوليين وبرتغاليين اثنين، وأطلقت سراحهم بعد دفع فدية 500.000 دولار. خطفت جبهة تحرير جيب كابيندا-التجديد خمسة موظفين تابعين لشركة بيناسول النفطية، وهم فرنسيين اثنين، برتغاليين اثنين، وأنغولي واحد، في مارس 1999. في حين أن المسلحين قد أطلقوا سراح الأنغوليين، إلا أن الحكومة قد عقدت الوضع عندما دفعت 12.5 مليون دولار لقادة المتمردين مقابل الرهائن. في حين ألقى الجيش الأنغولي القبض على أنطونيو بينتو بيمبي، رئيس جبهة تحرير جيب كابيندا-التجديد، وعلى حراسه الشخصيين. أجبر الجيش الأنغولي المنظمة في وقت لاحق على إطلاق سراح رهائن آخرين في 7 يوليو. بحلول نهاية العام، اعتقلت الحكومة قادة المنظمات المتمردة الثلاثة.
وافقت أنغولا على تجارة النفط مع سلوفاكيا مقابل الأسلحة، واشترت عبرها ستة طائرات هجومية من نوع سوخوي سو-17 في 3 أبريل 2000. منعت الحكومة الإسبانية في جزر الكناري سفينة شحن أوكرانية من تسليم 636 طن من المعدات العسكرية إلى أنغولا في 24 فبراير 2001. لم يذكر ربان السفينة بشكل دقيق ما تحمله من بضائع، وكذب وقال أن السفينة بها قطع غيار للسيارات. اعترف الحكومة الأنغولية أن سيمبورتكس قد اشترت أسلحة من روسفوروزييني، وهي شركة أسلحة مملوكة للدولة الروسية، واعترفت أن الربان قد انتهك القانون الإسباني عندما لم يعطي نوع البضائع الصحيح، وهي ممارسة شائعة في تهريب الأسلحة لأنغولا.

## الحرب في عقد 2000
ميز تداول الأسلحة غير المشروعة السنوات الأخيرة من الحرب الأهلية الأنغولية، حيث حاول كل جانب شراء الأسلحة من أوروبا الشرقية وروسيا. واصلت إسرائيل دورها كبديل للولايات المتحدة في إنتاج الأسلحة. في 21 سبتمبر 2000، سلمت طائرة شحن روسية 500 طن من الذخيرة الأوكرانية عيار 7.62 مم إلى سيمبورتيكس، وهي وكالة تابعة للحكومة الأنغولية، وهذا بمساعدة وكيل للشحن في لندن. قال ربان السفينة التي جلبت الذخيرة للطائرة أنها كانت «هشة» من أجل عدم تفتيشها تفتيشا دقيقا. وفي اليوم التالي، بدأت الحركة الشعبية لتحرير أنغولا هجوما على يونيتا، وفازت في معارك متعددة من 22 إلى 25 سبتمبر. سيطرت حكومة الحركة الشعبية لتحرير أنغولا على عدة قواعد عسكرية ومناجم للماس في لوندا نورتي ولوندا سول، وهذا يضر بالقدرة الدفاعية لقوات جوناس سافيمبي.

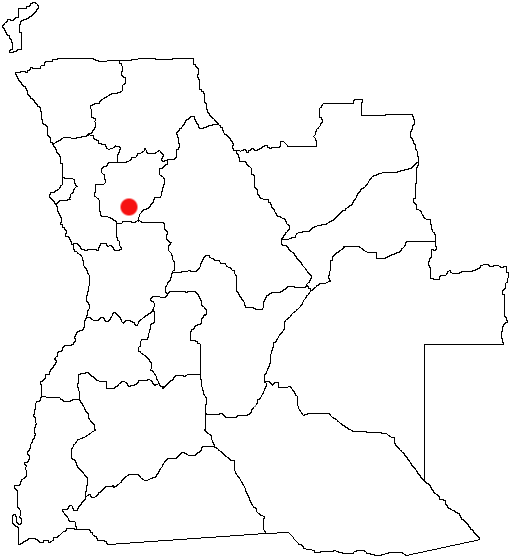
أكثر من 700 قروي قطعوا مسافة 60 كيلومترا (37 ميل) من غولونغو ألتو إلى ندالاتاندو (النقطة الحمراء)، فارين من هجوم يونيتا. لم يصب هؤلاء بأذى

نفذت يونيتا عدة هجمات ضد المدنيين في مايو 2001 في استعراض لقوتها. هاجم مسلحو يونيتا كاكسيتو في 7 مايو، مما أسفر عن مقتل 100 شخص وخطف 60 طفلا واثنين من البالغين. ثم هاجمت يونيتا بايا دو كويو، تلاها هجوم على غولونغو ألتو، وهي مدينة تقع على بعد 200 كيلومتر (124 ميل) شرق لواندا، بعد بضعة أيام. تقدم المسلحون نحو غولونغو ألتو في 2:00 بعد الظهر في 21 مايو، وظلوا هناك حتى 9:00 مساء في 22 مايو عندما استعادت القوات المسلحة الأنغولية البلدة. قام المسلحون بنهب المتاجر المحلية، وأخذوا الطعام والمشروبات الكحولية قبل أن يبدأوا في الغناء في الشوارع. قطع أكثر من 700 قروي مسافة 60 كيلومترا (37 ميل) من غولونغو ألتو إلى ندالاتاندو، عاصمة مقاطعة كوانزا نورتي، دون أن يصابوا. وفقا لمساعد رسمي في ندالاتاندو، حظرت القوات المسلحة الأنغولية التغطية الإعلامية للحادث، وبالتالي فإن تفاصيل الهجوم غير معروفة. قال جوفري جوستينو، المتحدث باسم يونيتا في البرتغال، أن الحركة هاجمت غونغو ألتو فقط من أجل إثبات عدم قدرة القوات المسلحة الحكومية على هزم التمرد وحاجتها إلى عقد هدنة. بعد ذلك بأربعة أيام، أخدت يونيتا أطفالا إلى بعثة كاثوليكية في كاماباتيلا، وهي مدينة تقع على بعد 200 كيلومتر (124 ميل) وقامت هناك باختطافهم. قالت المنظمة الوطنية أن هذا الاختطاف قد انتهك سياستها تجاه معاملة المدنيين. في رسالة إلى أساقفة أنغولا، طلب جوناس سافيمبي من الكنيسة الكاثوليكية العمل كوسيط بين يونيتا والحكومة في المفاوضات بينهما. سببت الهجمات وعدد القتلى الذين سقطوا خلالها مشكلا آخرا لاقتصاد أنغولا. في نهاية مايو 2001، أوقفت دي بيرز، شركة تجارة الماس الدولية، عملياتها في أنغولا، وظهر أن المفاوضات مع الحكومة الوطنية قد وصلت لطريق مسدود.
أطلق مسلحون مجهولو الانتساب صواريخ على طائرات برنامج الأغذية العالمي التابع للأمم المتحدة في 8 يونيو بالقرب من لوينا ومرة أخرى في كويتو، بعد بضعة أيام. اقتربت الطائرة الأولى، وهي من طراز بوينغ 727، من لوينا وأطلق شخص صاروخا على الطائرة، وسبب هذا إتلاف محرك واحد، ولكن كان طاقمها قادرا على الهبوط بنجاح. كانت الطائرة في ارتفاع 5.000 متر (16.404 قدم)، ومنعت على الأرجح المسلح من تحديد هدفه. كما كان عند قاطني لوينا ما يكفي من الغذاء لعدة أسابيع أخرى، وأوقف لهذا السبب برنامج الأغذية العالمي مؤقتا رحلاته. عندما بدأت الرحلات الجوية مرة أخرى بعد بضعة أيام، أسقط مسلحون طائرة منطلقة نحو كويتو، وهذا هو أول هجوم استهدف موظفي الأمم المتحدة منذ 1999. علق برنامج الأغذية العالمي مرة أخرى رحلات تقديم المعونة الغذائية في جميع أنحاء البلاد. في حين أنها لم تعلن مسؤوليتها عن الهجوم، قال المتحدث باسم يونيتا جوستينو أن تلك الطائرات كانت تنقل الأسلحة والجنود بدلا من المواد الغذائية، مما يجعلها هدفا مشروعا لاستهدافها. قالت يونيتا والحكومة الأنغولية على حد سواء أن على المجتمع الدولي أن يضغط على الجانب الآخر للعودة إلى طاولة المفاوضات. على الرغم من الشكوك من وقوع أزمة إنسانية، إلا أن برنامج الأغذية العالمي لم يضمن سلامة طائراته. كان لدى كويتو، التي تعتمد على المعونة الدولية، ما يكفي من الغذاء لإطعام 200.000 شخص من ساكنيها فقط. كان برنامج الأغذية العالمي قادرا على إعطاء المساعدات لكويتو وبقية المرتفعات الوسطى عن طريق الجو فقط بسبب الشاحنات المفخخة للمسلحين. ازداد الوضع تعقيدا بوجود الحفر في محيط مطار كويتو، مما سبب تأخيرا في تسليم المعونة. سببت الفوضى عموما انخفاض كمية النفط المتوفرة، مما سبب في محاولة الأمم المتحدة استيراد الوقود لطائراتها.
استولت ودمرت القوات الحكومية قاعدة إيبونغولوكو التابعة ليونيتا في مقاطعة بنغويلا، وقاعدة موفومبو في كوانزا سول في أكتوبر 2001. باعت الحكومة السلوفاكية مقاتلات إلى الحكومة الأنغولية في عام 2001 في انتهاك لمدونة قواعد السلوك على صادرات الأسلحة في الاتحاد الأوروبي.

### مقتل سافيمبي
قتلت القوات الحكومية جوناس سافيمبي في 22 فبراير 2002، في مقاطعة موكسيكو. حل نائب رئيس يونيتا أنطونيو ديمبو محل سافيمبي، ولكنه مات بسبب مرض السكري بعد 12 يوما، وفي 3 مارس، أصبح الأمين العام باولو لوكامبا زعيما ليونيتا. بعد مقتل سافيمبي، أصبحت الحكومة حائرة بخصوص استكمال عملياتها. في البداية، كان الاعتقاد السائد أن مكافحة التمرد قد تستمر، لكن أعلنت الحكومة أنها ستوقف جميع عملياتها العسكرية في 13 مارس. اجتمع القادة العسكريون ليونيتا والحركة الشعبية لتحرير أنغولا في كاسامبا ووافقوا على وقف إطلاق النار. ومع ذلك، قال كارلوس مورغادو، المتحدث باسم يونيتا في البرتغال، أن جناح يونيتا في البرتغال كان تحت قيادة الجنرال كامورتيرو، وقد وافق هذا الجنرال على وقف إطلاق النار، لكنه أسر قبل أسبوع واحد من ذلك. قال مورغادو أنه لم يسمع أخبارا من أنغولا منذ وفاة سافيمبي. وقع القادة العسكريون مذكرة تفاهم مرتبطة ببروتوكول لوساكا في لوينا في 4 أبريل، برعاية من دوس سانتوس ولوكامبا.
مرر مجلس الأمن الدولي القرار 1404 في 18 أبريل، والذي مدد عبره آلية رصد العقوبات لستة أشهر إضافية. مرر المجلس كذلك القرارين 1412 و1432، في 17 مايو و15 أغسطس على التوالي، وقد علق بواسطتهما حظر الأمم المتحدة على سفر مسؤولي يونيتا لمدة 90 يوما، وألغي الحظر أخيرا من خلال القرار 1439 في 18 أكتوبر. مددت مدة عمل بعثة اليونافيم الثالثة لشهرين إضافيين بموجب القرار 1439، وتنتهي في 19 ديسمبر.
أعلنت القيادة الجديدة ليونيتا المجموعة المتمردة حزبا سياسيا وحلت رسميا قواتها المسلحة في أغسطس 2002. في الشهر نفسه، استبدل مجلس الأمن الدولي مكتب الأمم المتحدة في أنغولا ببعثة الأمم المتحدة في أنغولا، وهي بعثة سياسية غير عسكرية.

## التداعيات

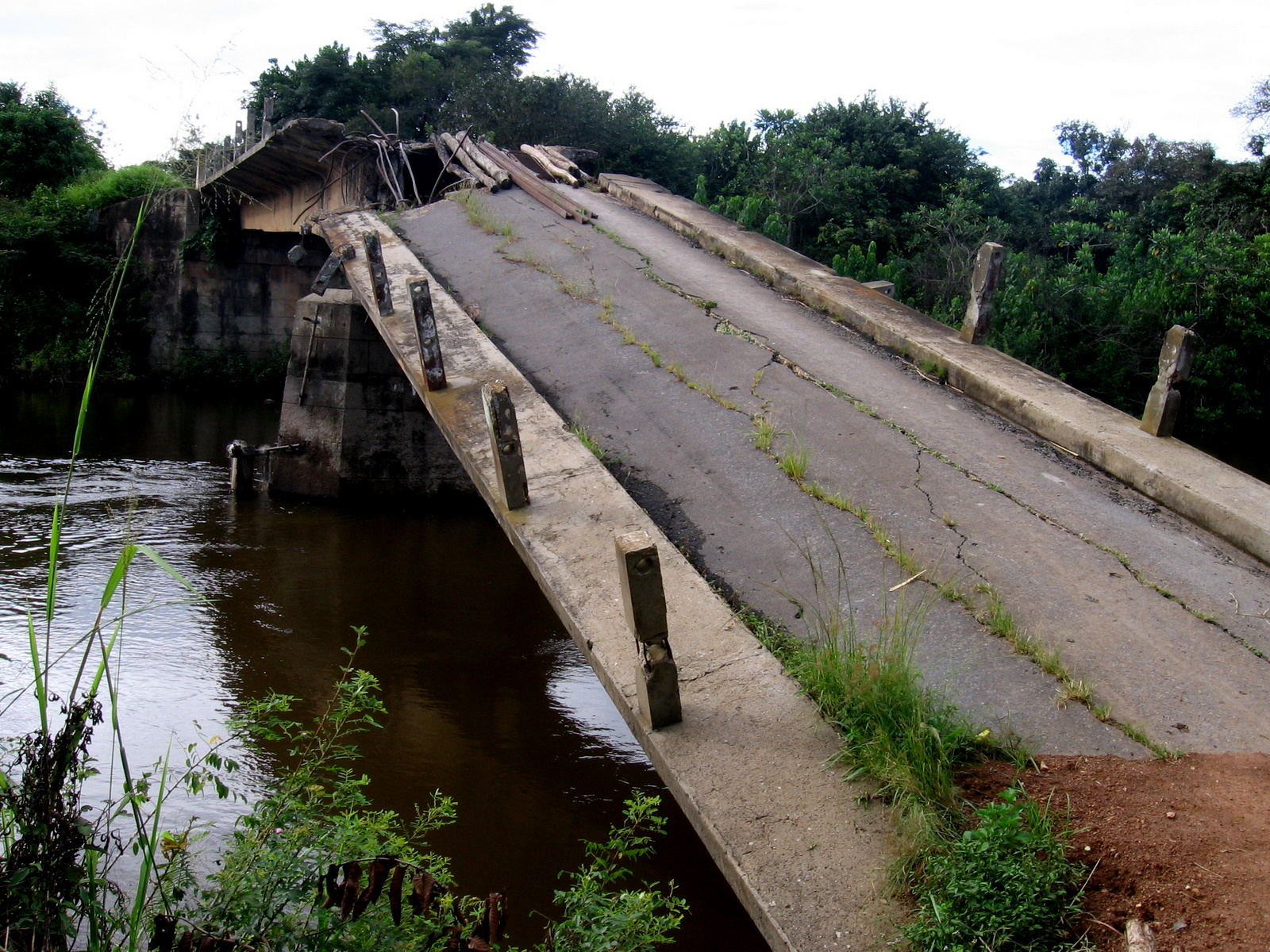
جسر مدمر في أنغولا في 2009

ولدت الحرب الأهلية أزمة إنسانية كارثية في أنغولا، حيث شردت 4.28 مليون شخص داخليا، أي ثلث سكان أنغولا. قدرت الأمم المتحدة في عام 2003 أن %80 من الأنغوليين يفتقرون إلى الرعاية الطبية الأساسية، %60 يفتقرون إلى المياه، و%30 من الأطفال الأنغوليين ماتوا قبل سن الخامسة، وأصبح العمر المتوقع عند الولادة أقل من 40 عاما.
كانت هناك هجرة جماعية من المناطق الريفية في معظم أنحاء البلاد. يقارب اليوم عدد سكان المدن أكثر من نصف عدد السكان، وفقا لأحدث إحصاء. في كثير من الحالات، ذهب الشخص إلى المدينة التي تقع خارج المنطقة التي تسيطر عليها جماعته العرقية. هناك الآن مجتمعات محلية مهمة من عرقية أوفمبوندو في لواندا، مالانجي، ولوبانغو. بدأ الناس بالعودة، ولكن بوتيرة بطيئة، في حين أن العديد من الشباب يترددون بالذهاب إلى الريف لأنهم لا يعرفون الحياة فيه.
في المناطق الريفية، كان هناك مشكل واحد هي أن بعضها كانت لسنوات تحت سيطرة حكومة الحركة الشعبية لتحرير أنغولا، بينما سيطرت يونيتا على أخرى. فر بعض السكان إلى البلدان المجاورة، بينما هرب آخرون إلى المناطق الجبلية البعيدة.

### الجهود الإنسانية
أنفقت الحكومة 187 مليون دولار لإعادة توطين المشردين داخليا بين 4 أبريل 2002، و2004، وأعطى بعد ذلك البنك الدولي 33 مليون دولار لأنغولا لمواصلة تنفيذ العملية. قدر مكتب الأمم المتحدة لتنسيق الشؤون الإنسانية أن القتال في عام 2002 شرد 98.000 شخص ما بين 1 يناير و28 فبراير فقط. شكل المشردون داخليا %75 من ضحايا الألغام الأرضية. قتل المشردون داخليا، غير الملمين بمحيطهم، في كثير من الأحيان بسبب عدم معرفتهم بهذه الأسلحة. وضعت القوات العسكرية ما يقرب 15 مليون لغم أرضي في 2002 فقط. بدأ مشروع هالو بإزالة الألغام في أنغولا في عام 1994، وقد دمر 30.000 لغم أرضي في يوليو 2007. استخدم 1.100 أنغولي وسبعة عمال أجانب من قبل مشروع هالو في أنغولا، وانتهت عمليات إزالة الألغام في 2014.

### المجندون الأطفال
قدرت هيومن رايتس ووتش أن يونيتا والحكومة استخدمت أكثر من 6.000 و3.000 جندي طفل، على التوالي، أخد بعضهم قسرا، أثناء الحرب. بالإضافة إلى ذلك، قال المدافعون عن حقوق الإنسان أن بين 5.000 و8.000 فتاة دون السن القانونية قد تزوجن من مسلحي يونيتا. كانت بعض الفتيات يؤمرن بالذهاب للبحث عن الغذاء لإطعام القوات؛ يتم حرمان الفتيات من الطعام إذا ما لم يحضرن الغذاء للقائد. بعد تحقيق انتصارات، كان قادة يونيتا لا يكافئن النساء، بل يعتدون عليهن جنسيا. أكدت الحكومة الأنغولية ووكالات الأمم المتحدة أن 190 مجند طفل يعملون في الجيش الأنغولي، وقد سرح 70 منهم في نوفمبر 2002، ولكن واصلت الحكومة استخدام المجندين تحت السن القانونية.

## في الثقافة الشعبية
فيلم ريد دان لجون ميليوس في 1984، بيلا، واحدة من الضباط الكوبيين الذين شاركوا في الغزو الكوبي السوفيتي للولايات المتحدة، ويقال أنها قاتلت في صراعات أنغولا، السلفادور، ونيكاراغوا.
كتب وشارك جاك أبراموف في إنتاج فيلم العقرب الأحمر مع شقيقه روبرت في 1989. في الفيلم، يلعب دولف لوندغرين دور نيكولاي، وهو عميل سوفيتي يُرسَل لاغتيال شخصية ثورية أفريقية في أحد البلدان على غرار أنغولا. مولت حكومة جنوب أفريقيا الفيلم من خلال مؤسسة الحرية الدولية، وهي مؤسسة يرأسها أبراموف، كجزء من جهودها الرامية لتقويض التعاطف الدولي مع المؤتمر الوطني الأفريقي. في حين أنه يعمل في هوليوود، أدين أبراموف عن الغش والاحتيال وغيرها من الجرائم التي كانت قد ارتكبت خلال عمله كرئيس لجماعة ضغط.
دخلت الحرب بخلفية كوميدية في قصة الفيلم الكوميدي الجنوب أفريقي لا بد أن تكون الآلهة مجنونة 2، حيث يحكي عن قصة جندي كوبي وآخر أنغولي يدخلون مرارا وتكرارا إلى السجن، ولكن في نهاية المطاف، يتم إطلاق سراحهم بعد مفاوضات وشروط.
فيلم البطل لسنة 2004، الذي أنتجه فرناندو فندريل وأخرجه زيزي غامبوا، وهو فيلم يصور حياة الأنغوليين المنتمين للطبقة الوسطى في أعقاب الحرب الأهلية. يحكي الفيلم قصة حياة ثلاثة أفراد: فيتوريو، وهو محارب قديم يصاب بالشلل بسبب الألغام الأرضية ويعود إلى لواندا؛ مانو، طفل صغير يبحث عن أبيه الجندي؛ وجوانا، معلمة تبدأ علاقة غرامية مع فيتوريو. فاز البطل بالجائزة الكبرى للمهرجان العالمي للسينما الدرامية لسنة 2005.
فيلم الألماس الدموي لسنة 2006، الذي يلعب دور بطولته ليوناردو دي كابريو، وهو شخص يدخل في عدة مشاكل داخل قوات الدفاع الجنوب أفريقية خلال تدخلها في الحرب الأهلية الأنغولية. يكتشف في الفيلم أنه يتيم روديسي أبيض هرب إلى جنوب أفريقيا فقط ليتم تجنيده في الكتيبة 32 سيئة السمعة، ويقاتل معها في أنغولا في 1987.
ظهرت الحرب الأهلية الأنغولية في لعبة الفيديو لسنة 2012، كول أوف ديوتي: بلاك أوبس 2، حيث يكون اللاعب فيها مساعدا لجوناس سافيمبي في معركة ضد قوات الحركة الشعبية لتحرير أنغولا.
ميتال غير سوليد 5: ذا فانتوم بين هي لعبة يكون مكانها جزئيا في المنطقة الحدودية الأنغولية الزائيرية خلال الحرب الأهلية الأنغولية.

## معرض صور

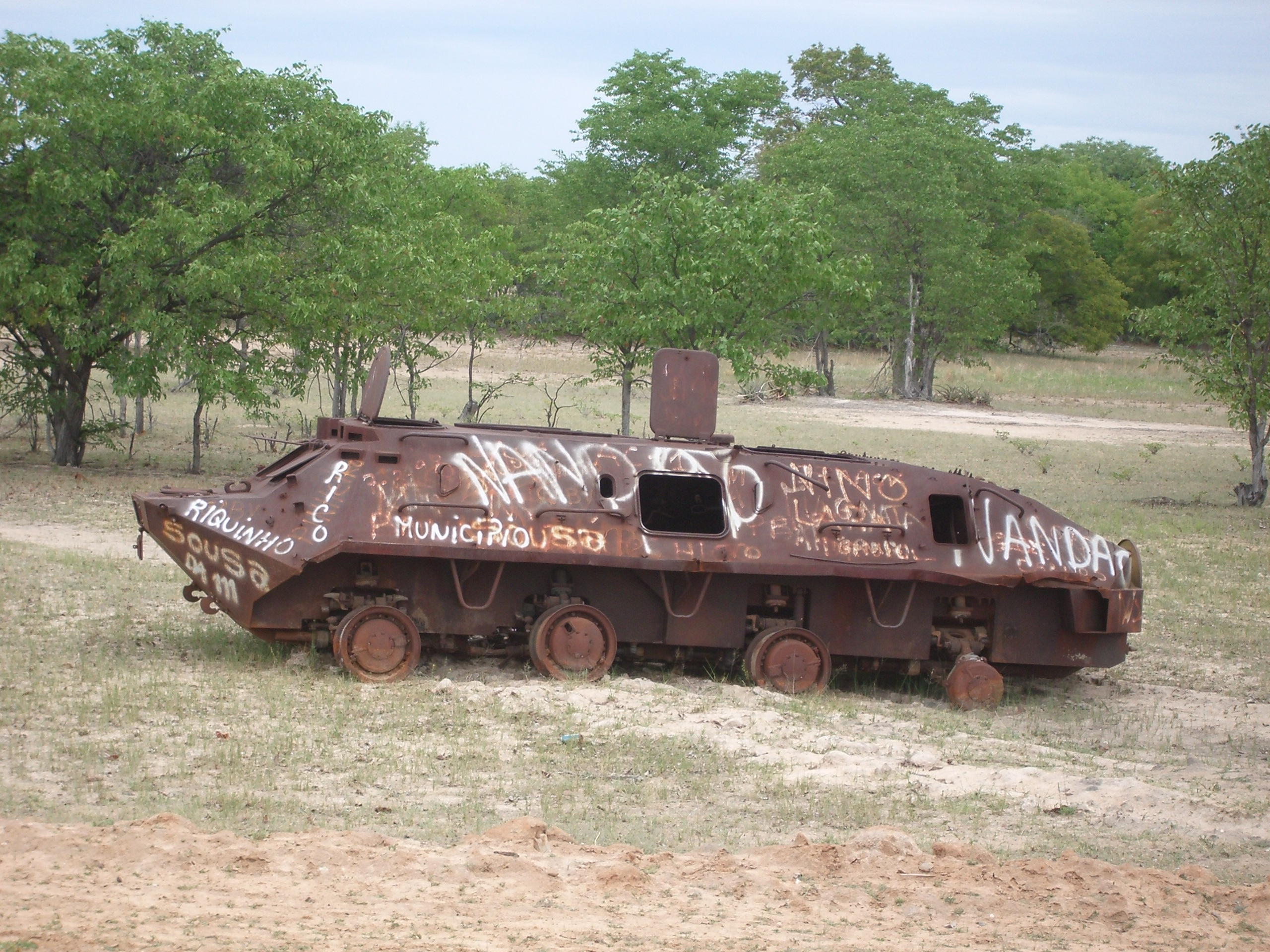
دبابة مدمرة في شانغانغو
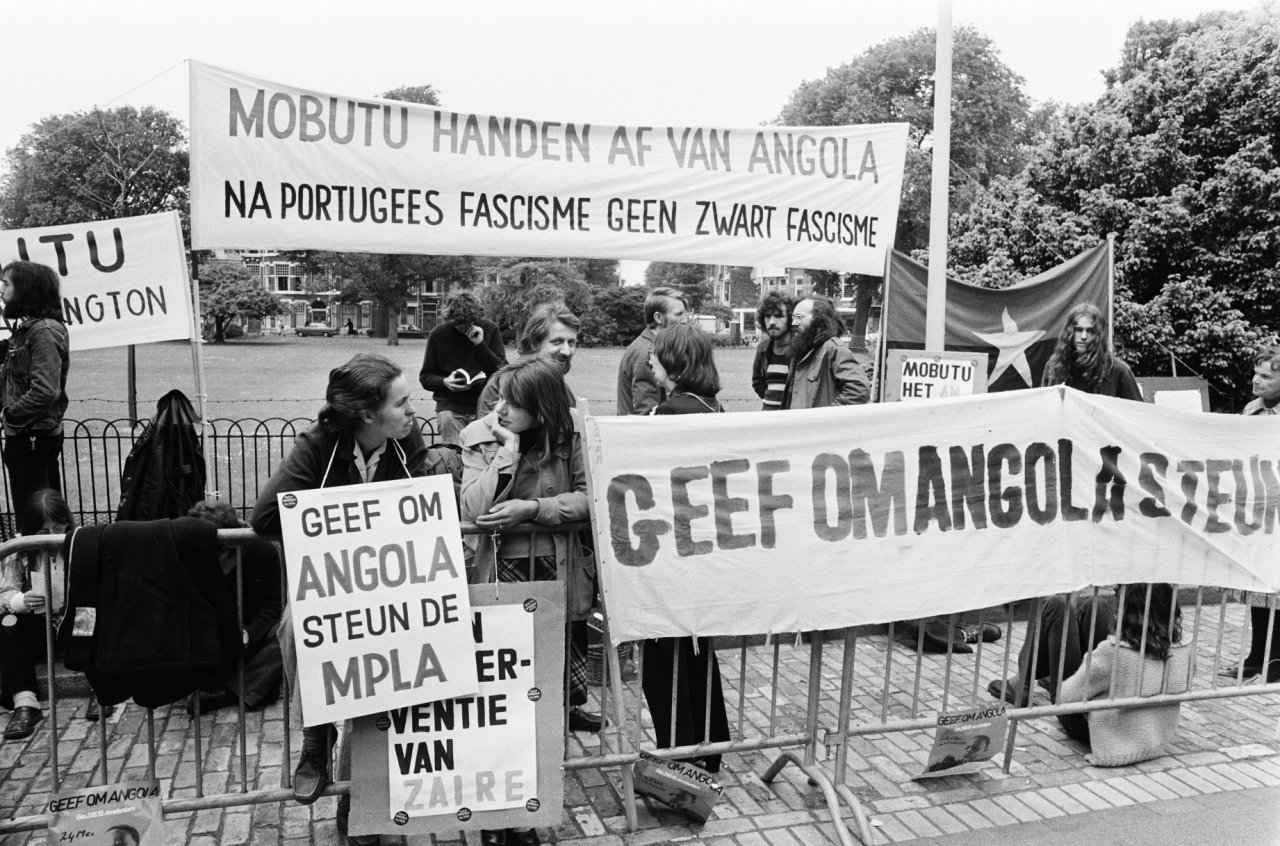
مظاهرة لموالين للحركة الشعبية لتحرير أنغولا في أمستردام في 1975
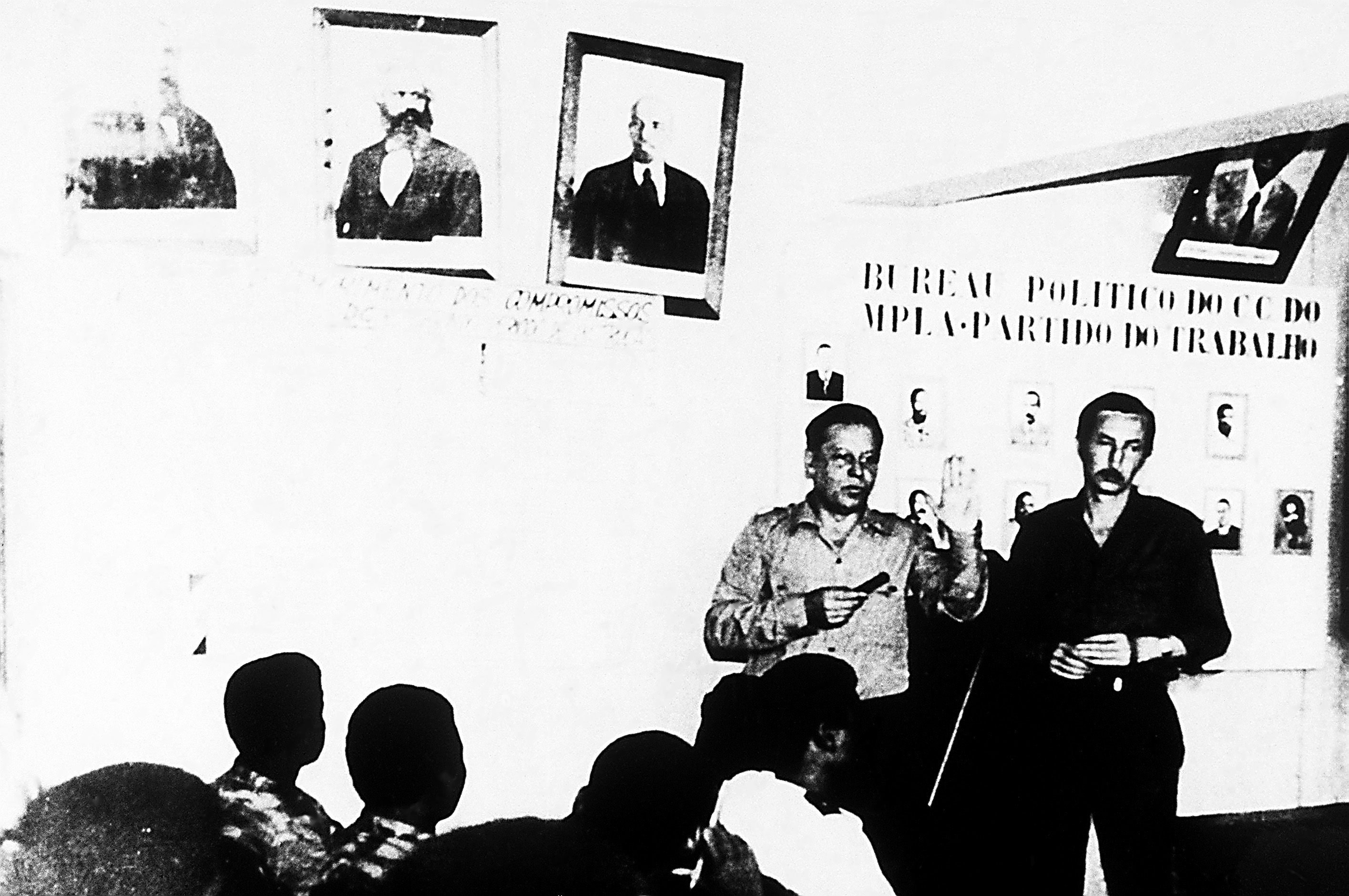
مستشارون عسكريون سوفيت في أنغولا
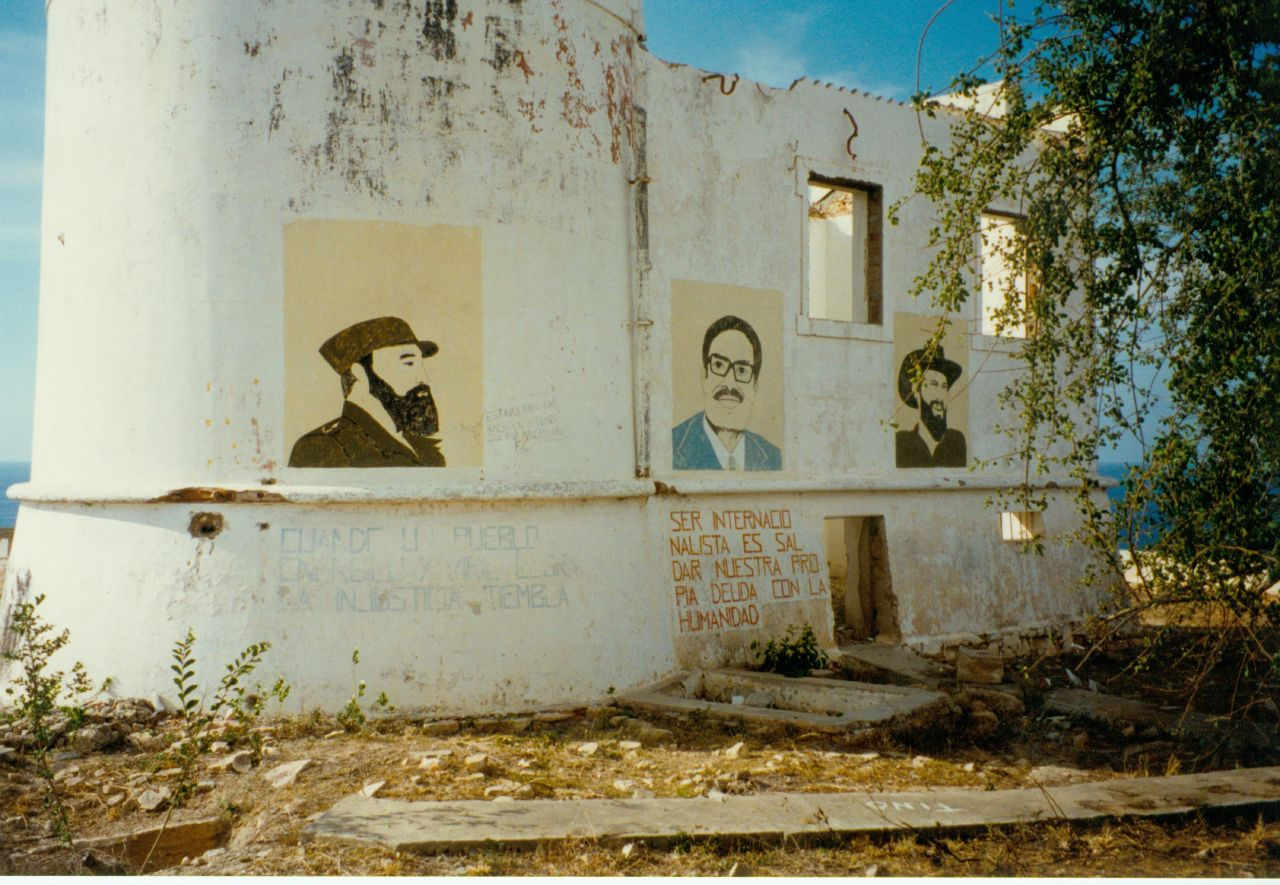
جدار لوبيتو مدمر في 1995
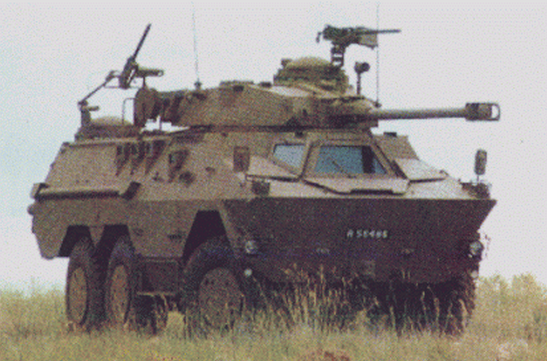
مركبة قتالية استخدمت في معركة كويتو كوانافالي
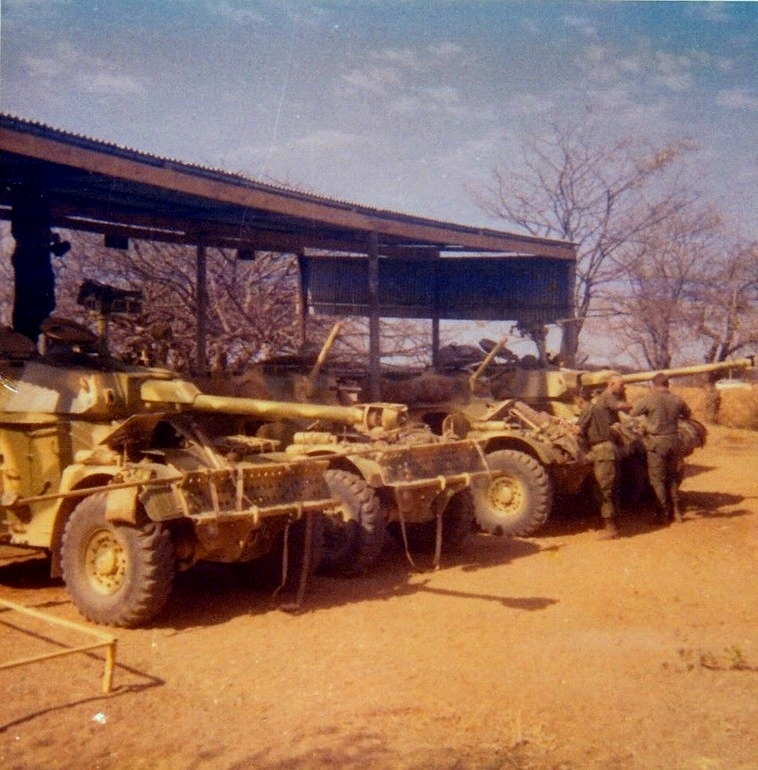
سيارات مدرعة استخدمتها القوات الجنوب أفريقية خلال عملية سافانا
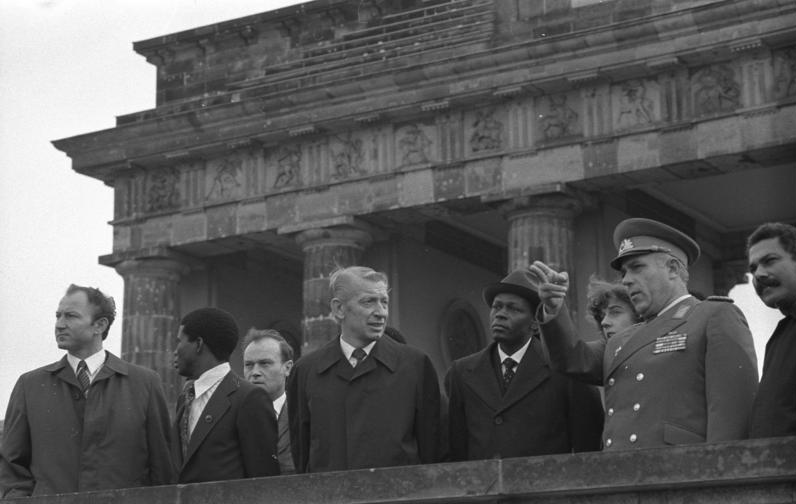
خوسي إدواردو دوس سانتوس يلتقي بمسؤولين ألمانيين شرقيين لبحث رفع دعم ألمانيا الشرقية للحركة الشعبية لتحرير أنغولا خلال الحرب الأهلية
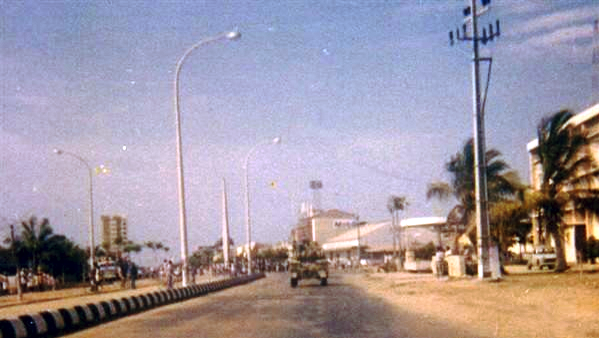
مركبة قتالية في طريقها للوبيتو خلال عملية سافانا